# Georg Lichtensteger
Georg Lichtensteger est un graveur au burin allemand né à Wöhrd (de) le 13 janvier 1700. Également éditeur et marchand d'estampes, son œuvre a pour thèmes le portrait, l'histoire naturelle et l'anatomie humaine. Il est reçu à l'Académie de Nuremberg en 1762 et est mort à Nuremberg le 18 mars 1781.

## Biographie
Fils d'un artisan vitrier, Georg Lictensteger apprend la technique de la gravure sur cuivre auprès des frères Wolff, Johann Joachim (1686-1711 ou 1712) et Johann Jonas (1694-1750), avant de devenir l'élève et l'assistant de Paul Decker à l'Académie de Nüremberg : c'est d'après ce maître qu'il grave, en 1726, les premiers portraits que nous lui connaissons.
C'est en la même année 1762 que Georg Lichtensteger épouse Anna Trautner et qu'il devient membre de l'Académie de Nuremberg.

## Œuvre

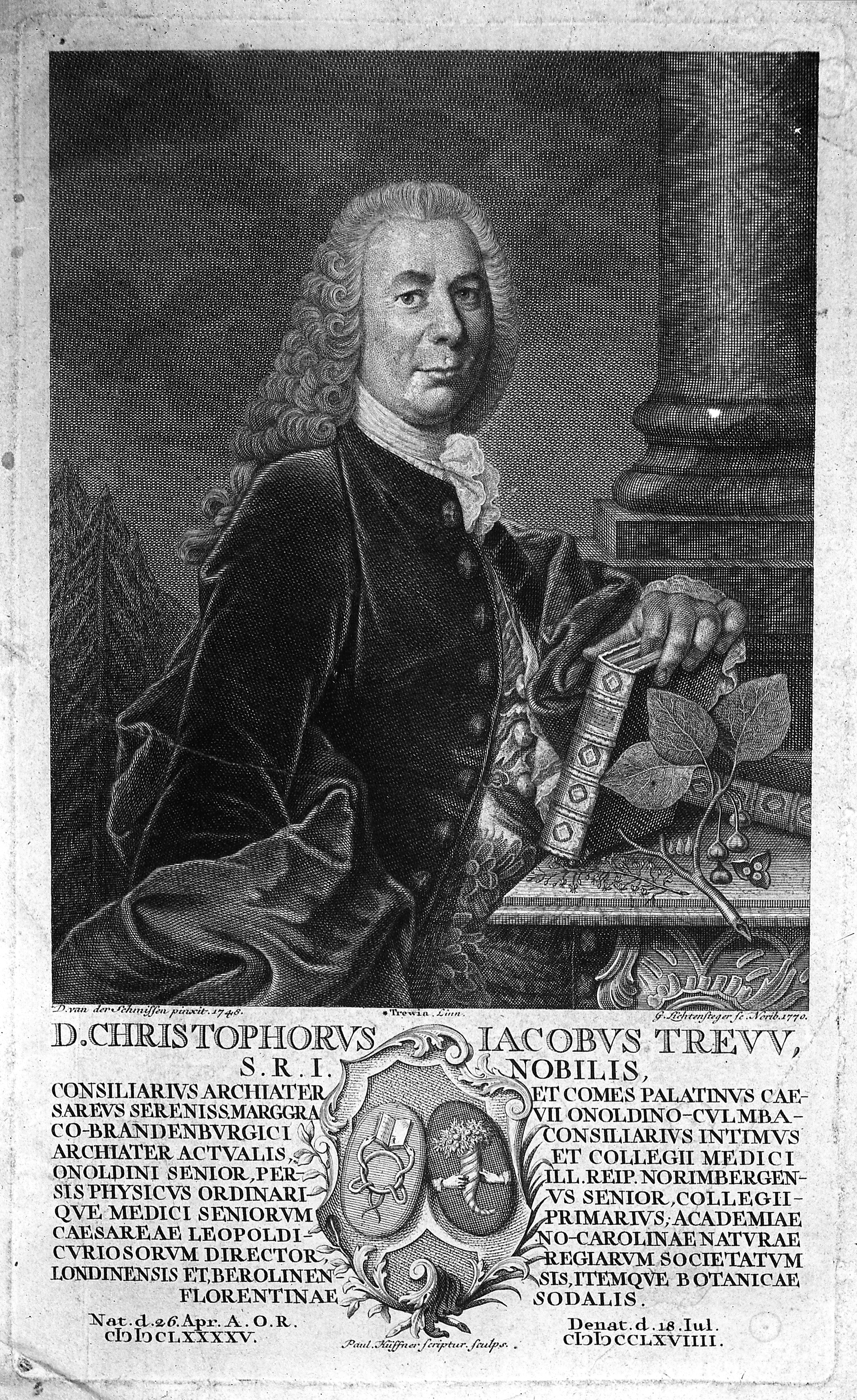
Georg Lichtensteger, Portrait de Christoph Jakob Trew, d'après Dominicus van der Smissen, 1748

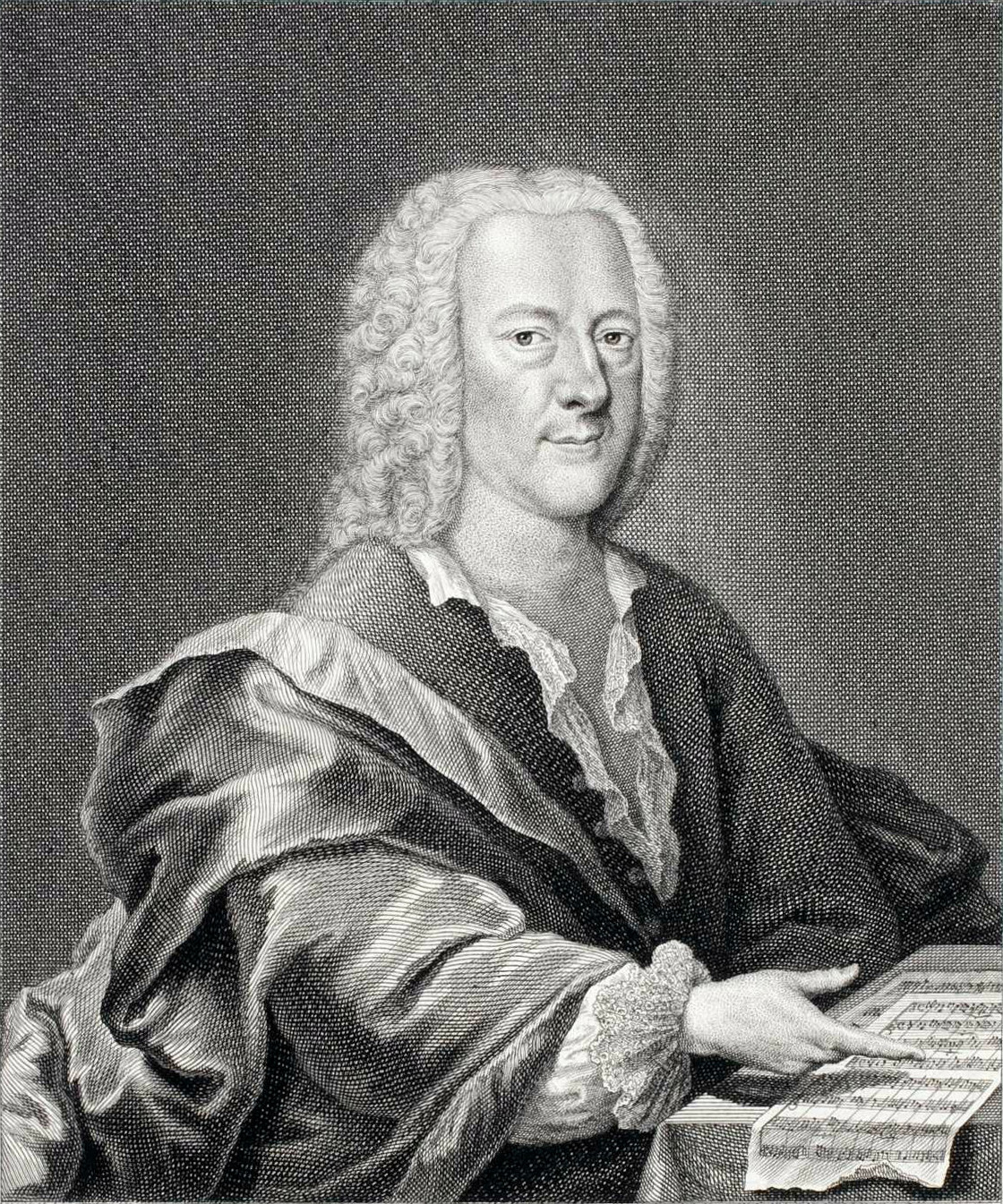
Georg Lichtensteger, Portrait de Georg Philipp Telemann, vers 1745

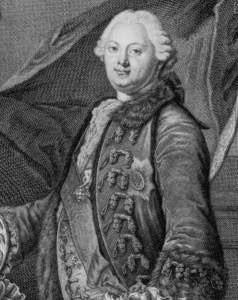
Georg Lichtensteger, Portrait de Friedrich von Ellrodt

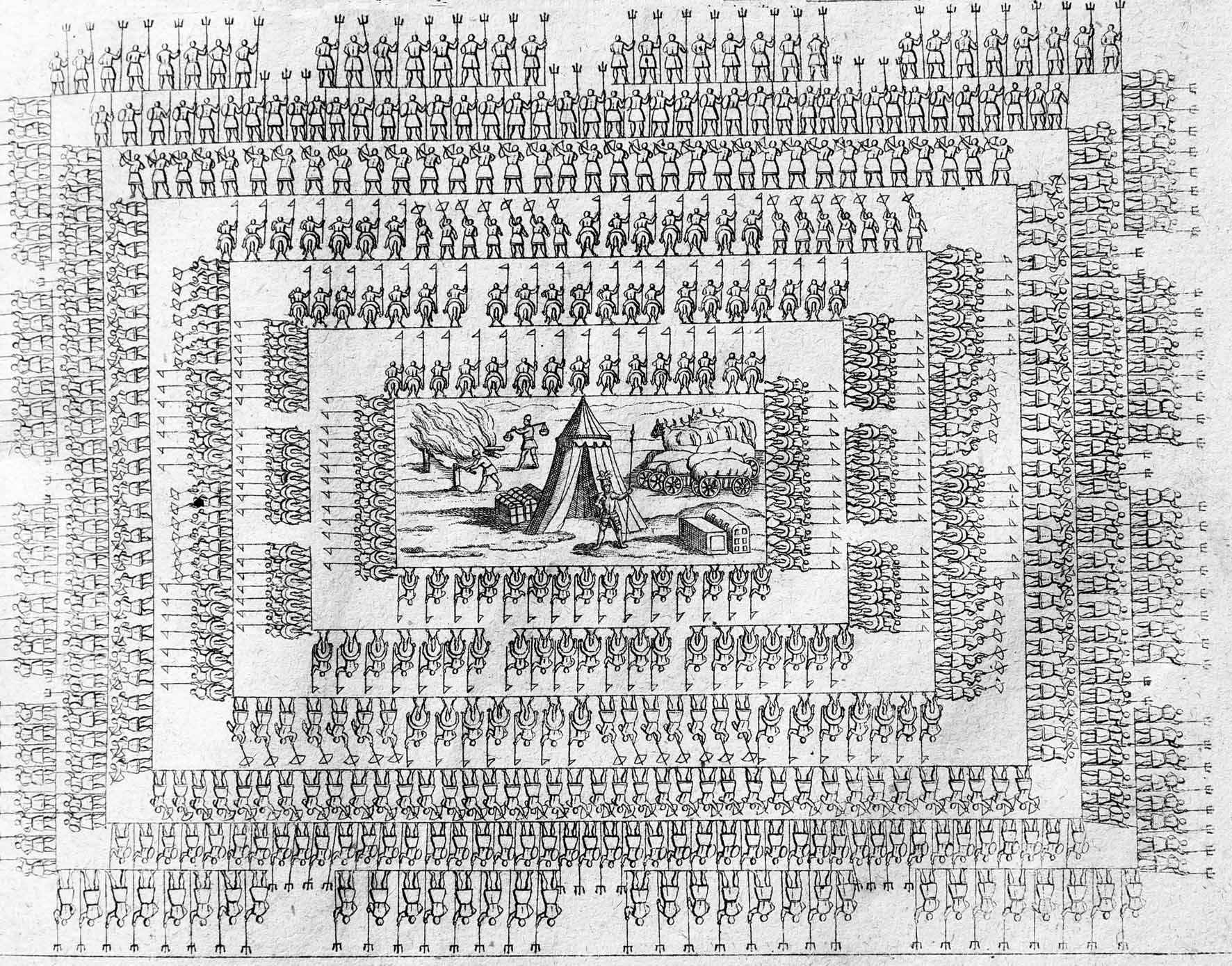
Georg Lichtensteger, Fortin militaire, gravure pour Antiquitates græcæ et romanæ..., 1757

### Gravures d'après ses propres dessins
- Argenti excoctio - Schmelts und Lauferung des Silbers (la fonte de l'argent)[1].
- Portrait de Johann Georg Trew, pasteur luthérien à Nuremberg, 1741[2].
- Portrait de Georg Philipp Telemann, vers 1745.
- Portrait de Johann Christoph Bilhuber (de), 1751[3].
- Portrait de Friedrich von Ellrodt (de), 1766[3].

### Artistes interprétés (ordre alphabétique)
- Johann Noah von Bemmel, Portrait de Georg Christian Hüls von Rathsberg, 1746[4] ; Portrait de Johann Adam Tresenreuter (de), 1759[3] ; Portrait de Johann Konrad Löhe, 1769[3].
- Georg Arend Carstens, Portrait de Johann Michael Teubner[5].
- Paul Decker le Jeune, Directeur de l'Académie de Nuremberg, Portrait de Karl Ludwig Freiherr von Wildenstein, 1726[3] ; Portrait de Georg Stephan Widmann, 1726[3] ; Portrait de Siegmund Jakob Apinus[6].
- Nikolaus Friedrich Eisenberger, Portrait de Joha,,es August, 1733[3].
- Johann Christoph Fillisch, Portrait de Jean-Maurice Hoffmann.
- Johann Leonhard Hirschmann, Portrait de Jacob Christopher Stromer[7].
- Johann Eberhard Ihle (de), Portrait de Nikolaus Ernst Zobel, 1763[3] ; Portrait de Carl Friedrich Behaim von Schwarzbach[8] ; Portrait de l'astronome Vert Baltasar Henning, 1767.
- Salomon Kleiner (de), Résidences mémorables - Salle à manger, 1734[9].
- Nikolaus Christopher Matthes, Portrait du médecin Ferdinand Jacob Baierus.
- Christian Benjamin Müller, Autoportrait[10].
- Gabriel Müller, Portrait de Christoph Conrad Baumgärtner[3] ; Portrait de Christoph Birkmann (de), 1759.
- Johann Andreas Pfeffel l'Ancien, Bible de cuivre[11].
- Georg Martin Preisler, Portrait de Joachim Negelein (de), philosophe, théologien, numismate, prédicateur de l'église Saint-Laurent de Nuremberg, 1732.
- Johann Jacob Schübler (de), Projet de poêle domestique, 1748[12],[13], Neu eingerichte Treillage[14], Encore une autre pompe de jardin...[15], Invention supplémentaire d'un puits de trempage...[16].
- Dominicus van der Smissen (de), Portrait de Christoph Jakob Trew, 1748.
- Johann Christian Sperling, Portrait de Charles-Alexandre de Brandebourg-Ansbach-Bayreuth à l'âge de sept ans, 1743-1744[17] ; Portrait de Benjamin Neukirch (de)[3].
- Leonhard Schneider, Portraits en diptyque de Charles-Alexandre de Brandebourg-Ansbach-Bayreuth et de Frederike Caroline de Brandebourg-Ansbach, 1759[3].
- Georg Karl Urlaub, Portrait de Martin Kohlmann[3].
- Zacharias Ziegler (pl), Portrait de Tobias Ehrenfried Gebauer[18].

### Contributions bibliophiliques (ordre chronologiqque)
- Johann Jakob Scheuchzer, Physique sacrée, ou histoire naturelle de la Bible traduite du latin, gravures dont Machines placées par Hozias sur les tours de Jérusalem par Georg Lichtensteger, chez Pierre Schenk et Pierre Mortier, Amsterdam, 1734[19].
- Mark Catesby, Piscium, serpentum, insectorum, aliorumque nonnullorum animalum nec non plantarum quarundam imagines quas Marcus Catesby in posteriorare parte splendidi illius operis quo Carolinæ, Floridæ et Bahamensium insularum traddidit historiam naturalem, additis vero imaginibus piscum tam nostratium quam aliarum regionum auxerunt; vivisque coloribus pictus ediderunt, cent figures zoologiques et botaniques gravées par Georg Lichtensteger d'après Nikolaus Friedrich Eisenberger, Fleichmann, Nuremberg, 1750.
- Johann Jakob Schatz, d'après Bernard de Montfaucon, Antiquitates græcæ et romanæ a viro maxime reverendo atque doctissimo  Dn. Bernardo de Montfaucon pluribus olim voluminibus, 108 gravures par Georg Lichtensteger, Georg Lichtensteger éditeur, 1757[20].
- Franz Michael Regenfuss, Auserlesene Schnecken, Muscheln und andere Schaalthiere - Choix de coquillages et de crustacés (ouvrage bilingue), frontispice gravé par Georg Lichtensteger, 1758[21].
- Christoph Jakob Trew, Tabulæ osteologicæ seu omnium corporis humani perfecti ossium imagines ad ductum naturæ tam sigilatim quam in ordinaria connexione secundum habitum suum externum magnitudine naturali, quarante planches anatomiques gravées par Georg Lichtensteger d'après Nikolaus Friedrich Eisenberger, Nuremberg, 1767.
- Georg Lichtensteger, Vorstellung der Gebeine und Muskeln des menlischen Körpers, wobei dieselben in ihrer natürlichen Farbe dargestellt, planches anatomiques gravées par Georg Lichtensteger d'après Nikolaus Friedrich Eisenberger, Johann Joseph Fleischmann, Nuremberg, 1774[22].

### Piscium, serpentum, insectorum...(galerie)

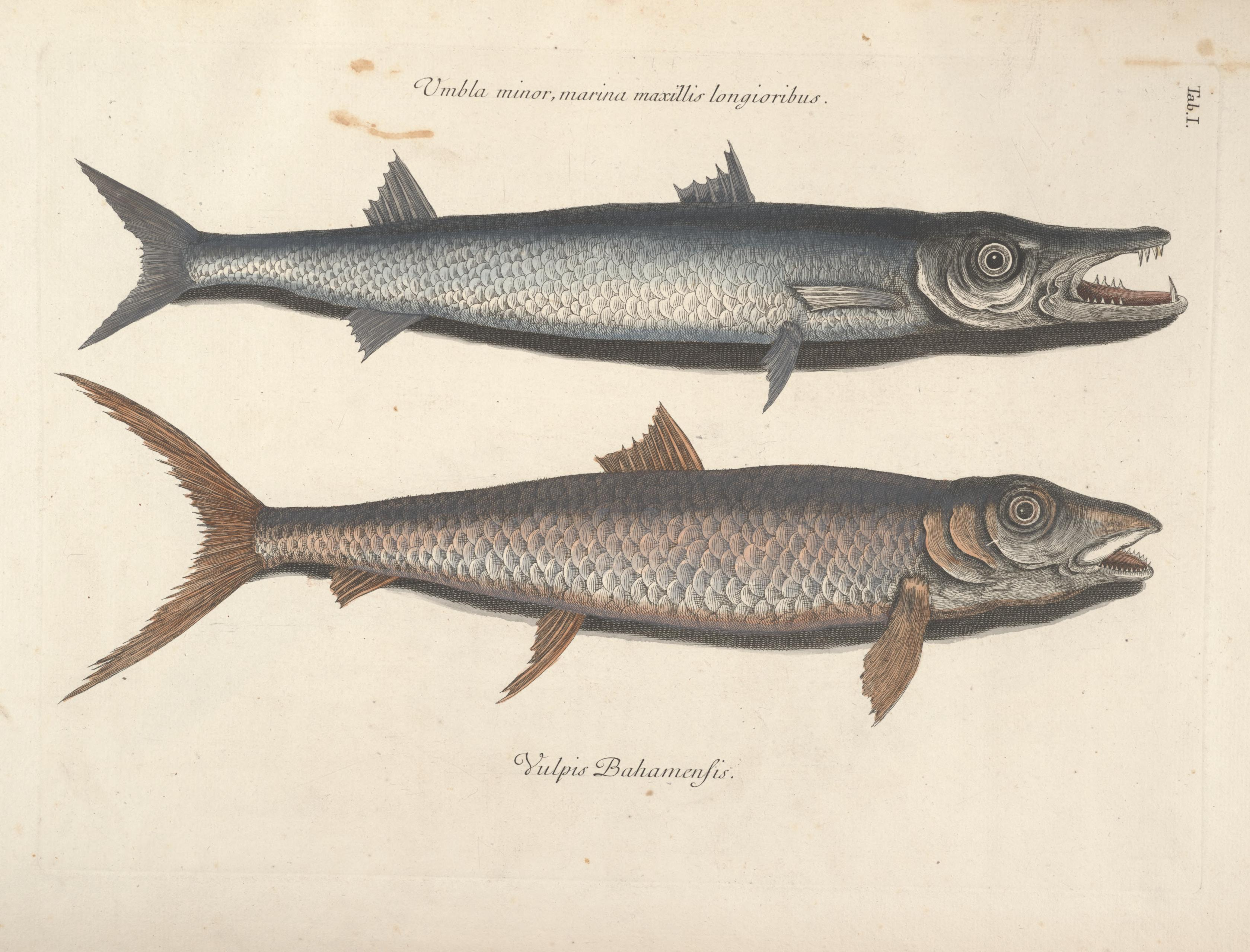
Planche 1
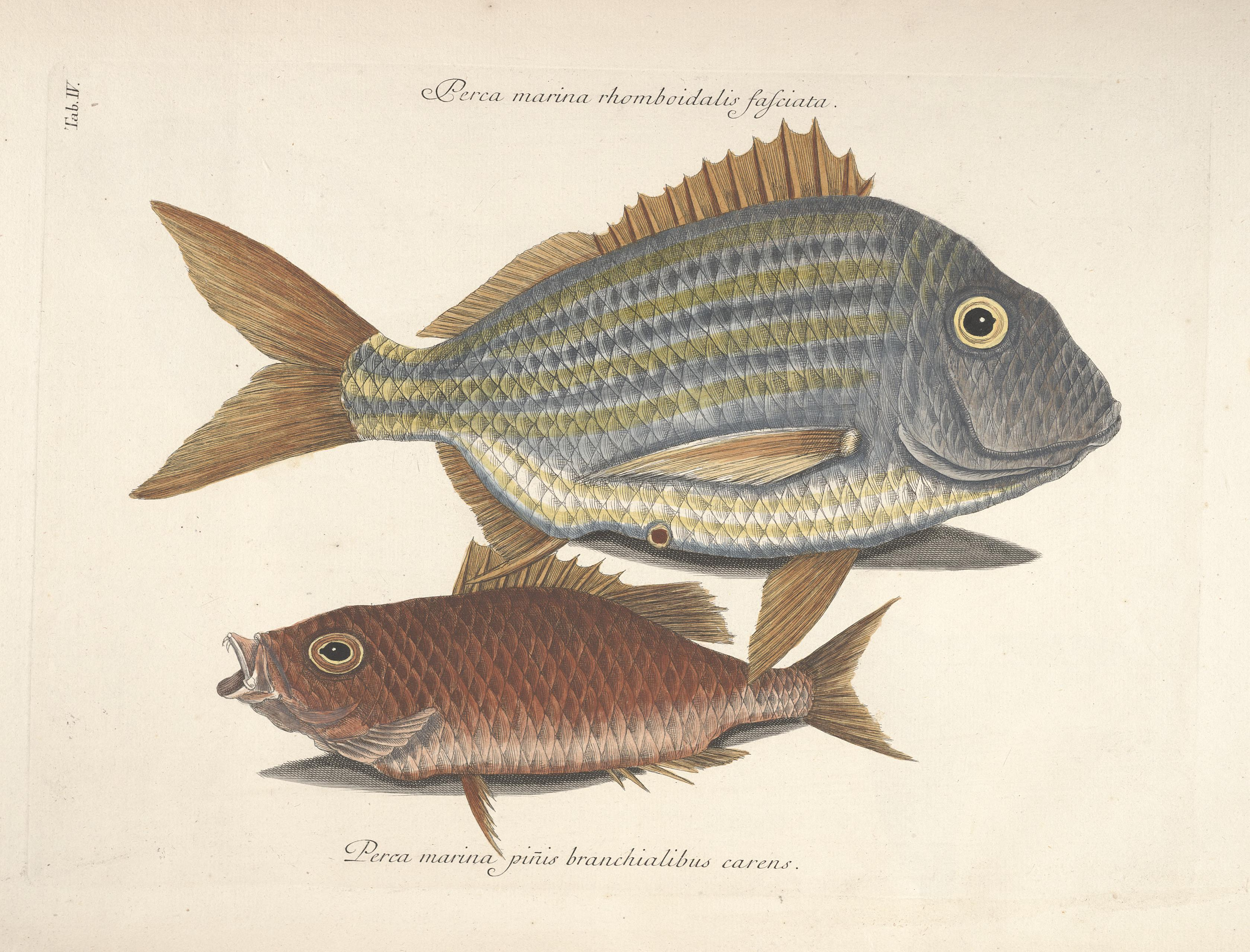
Planche 4
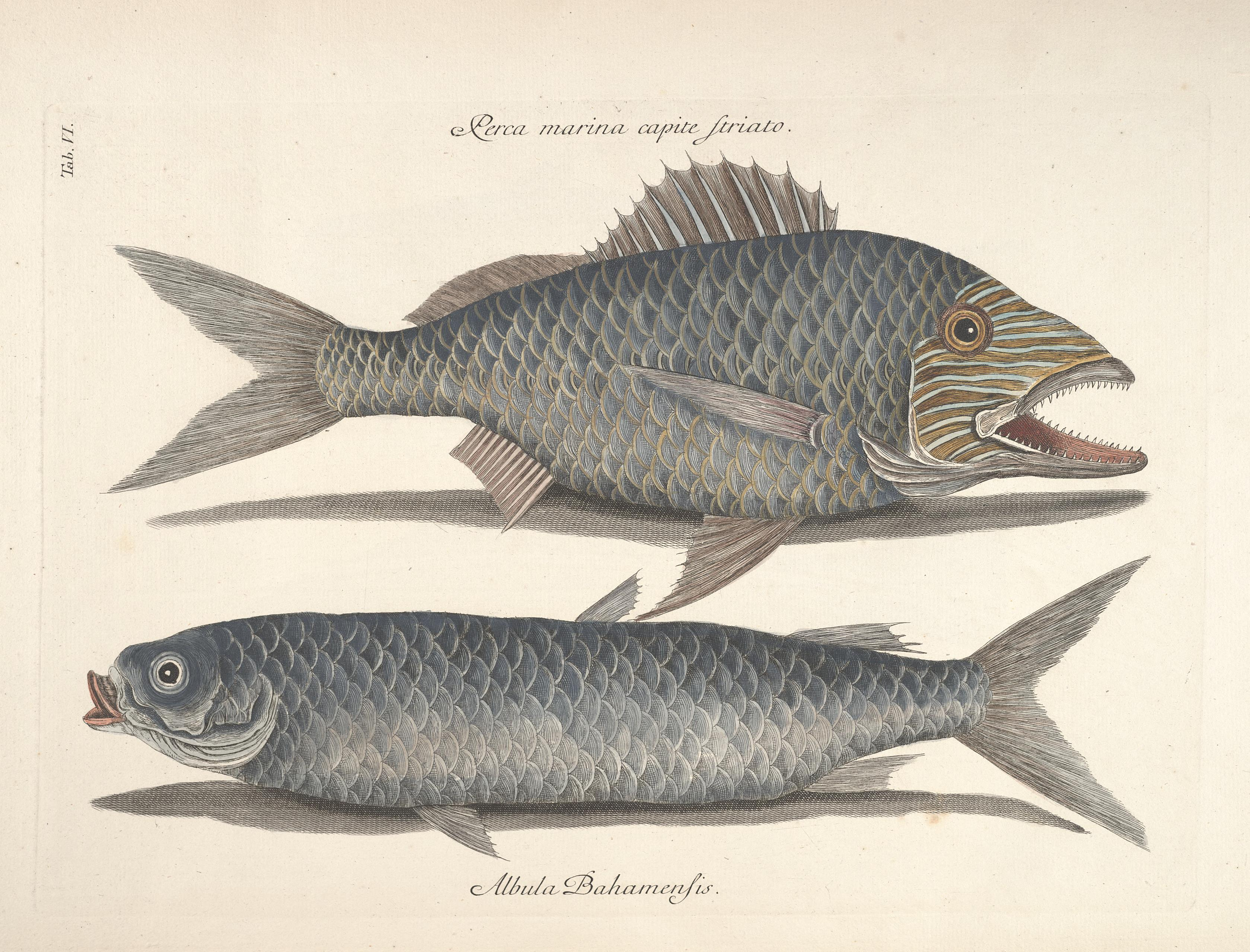
Planche 6
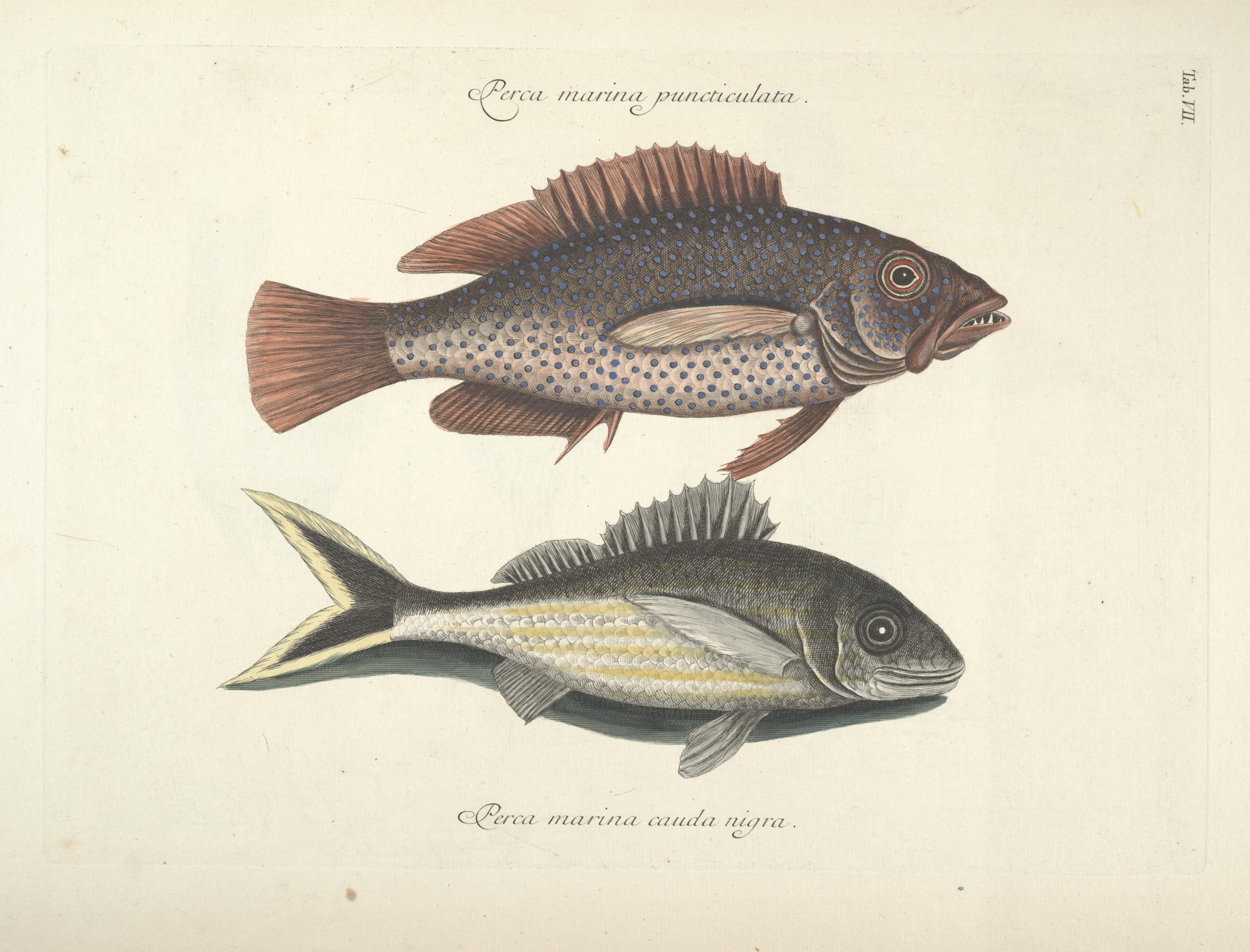
Planche 7
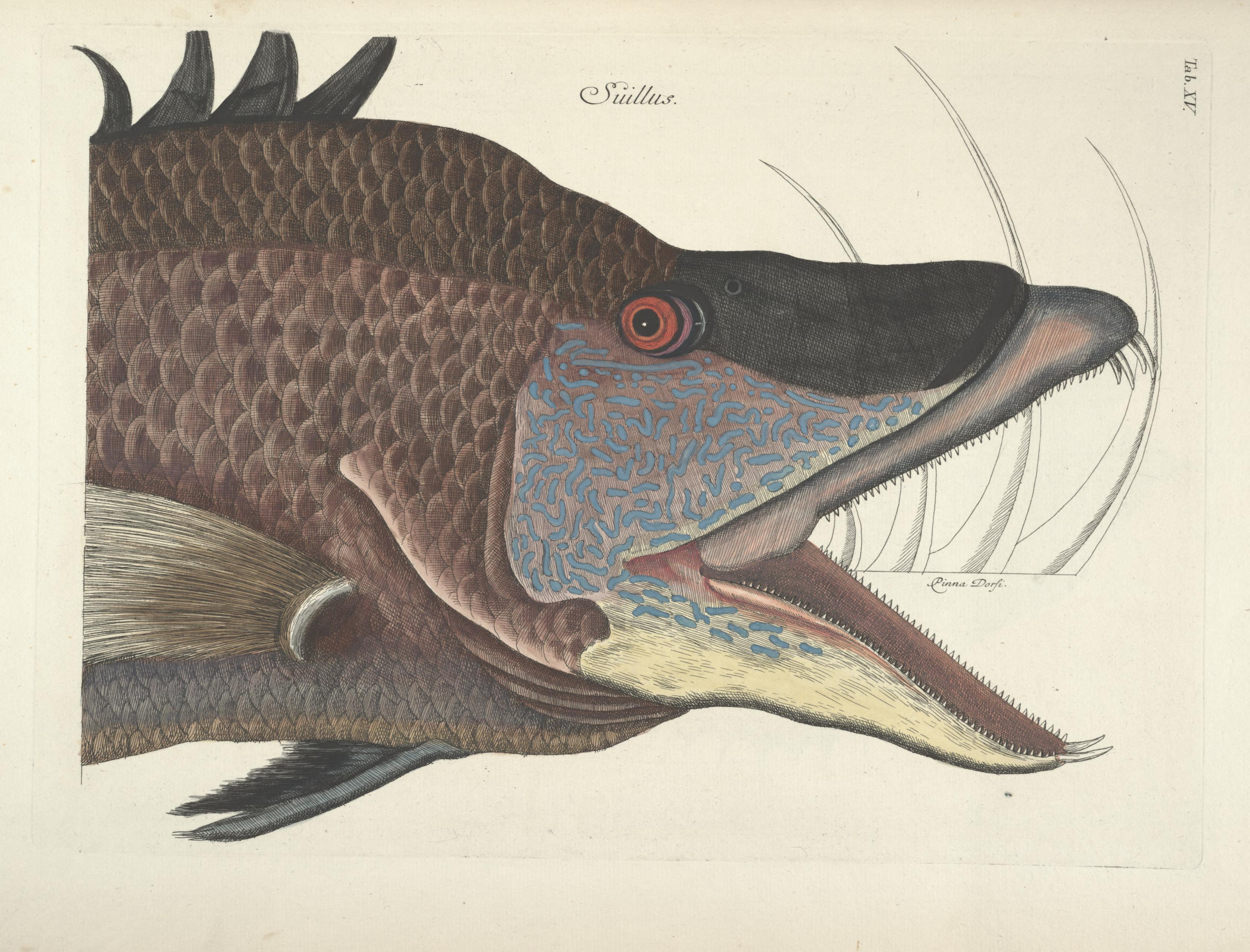
Planche 15
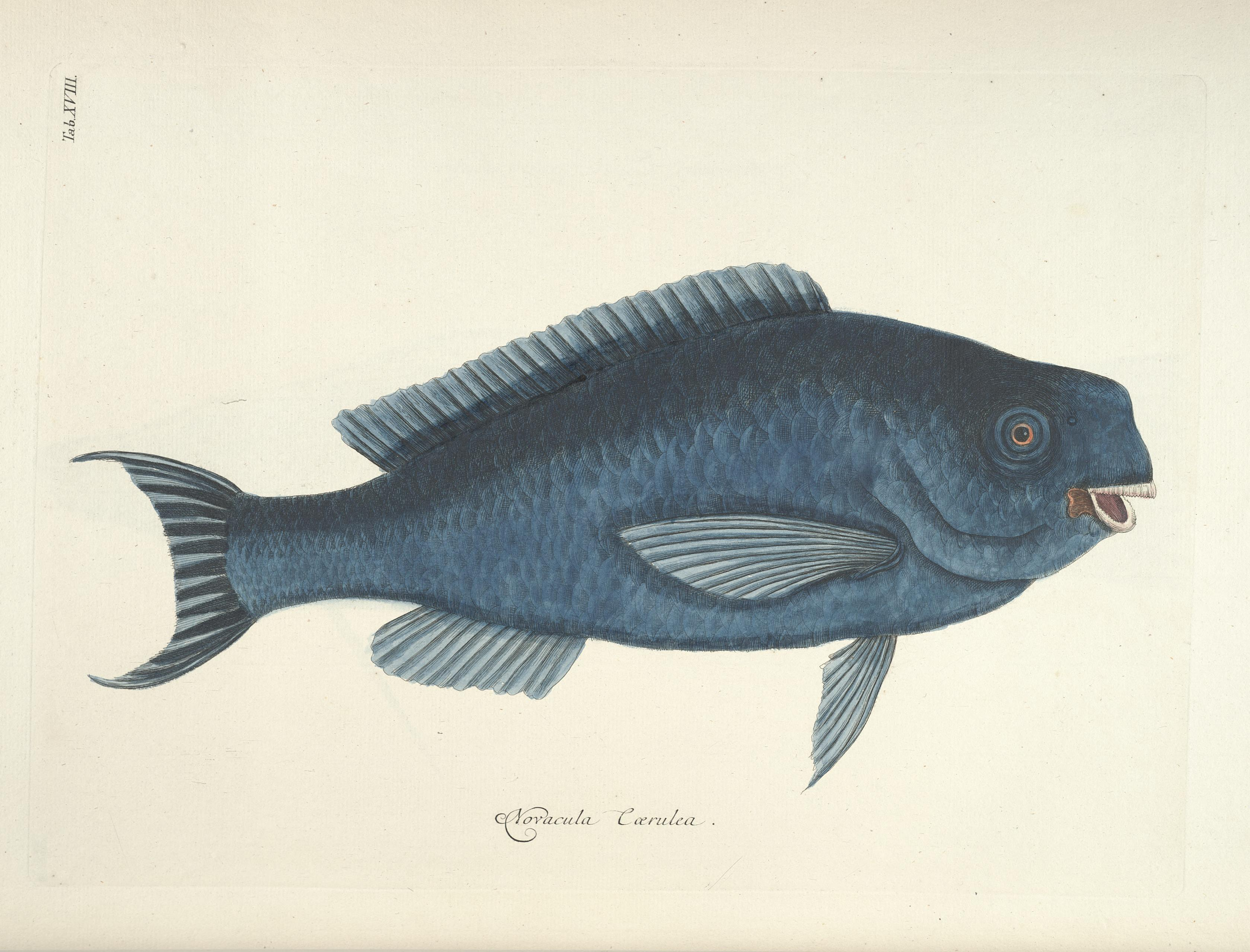
Planche 18
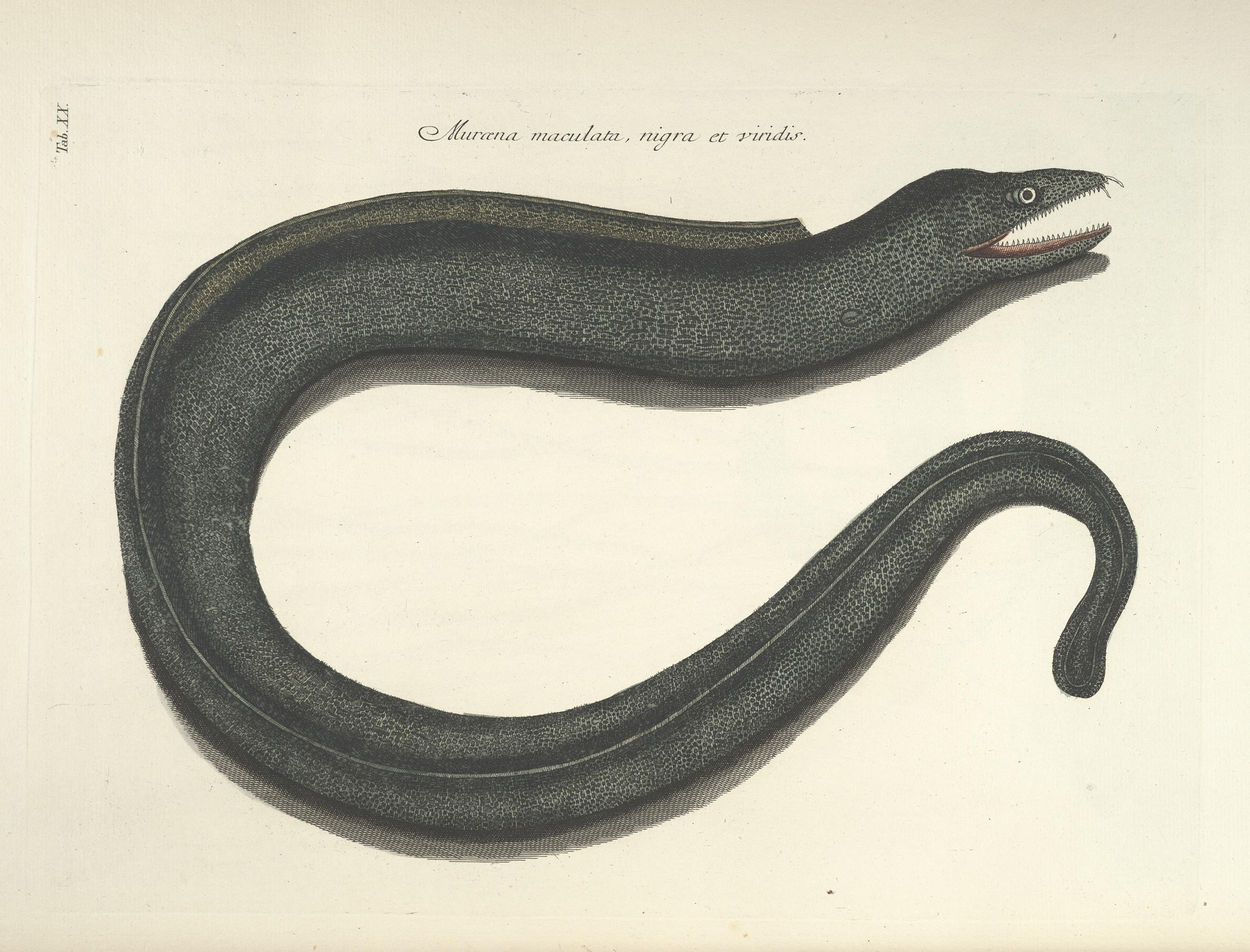
Planche 20
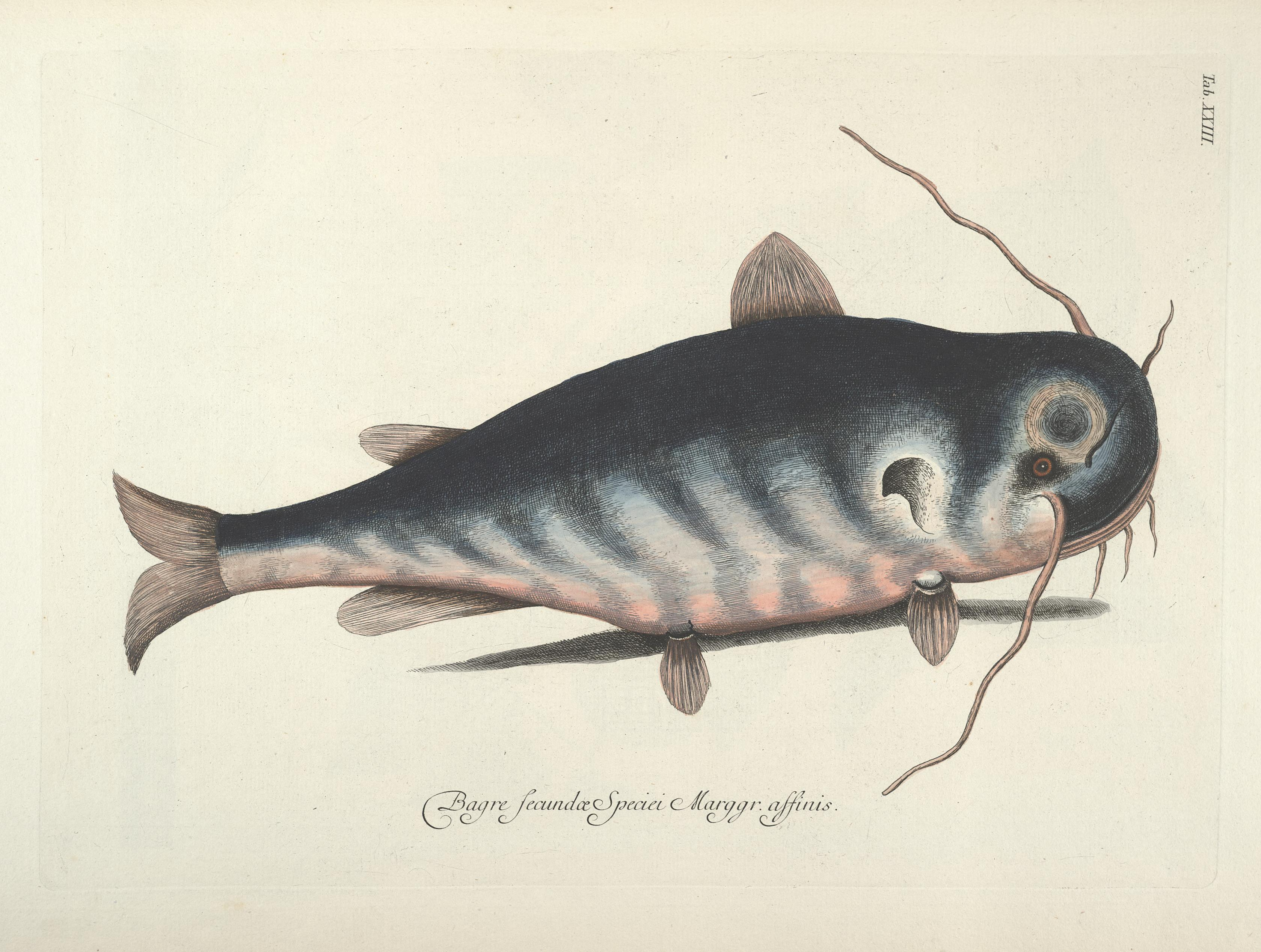
Planche 23
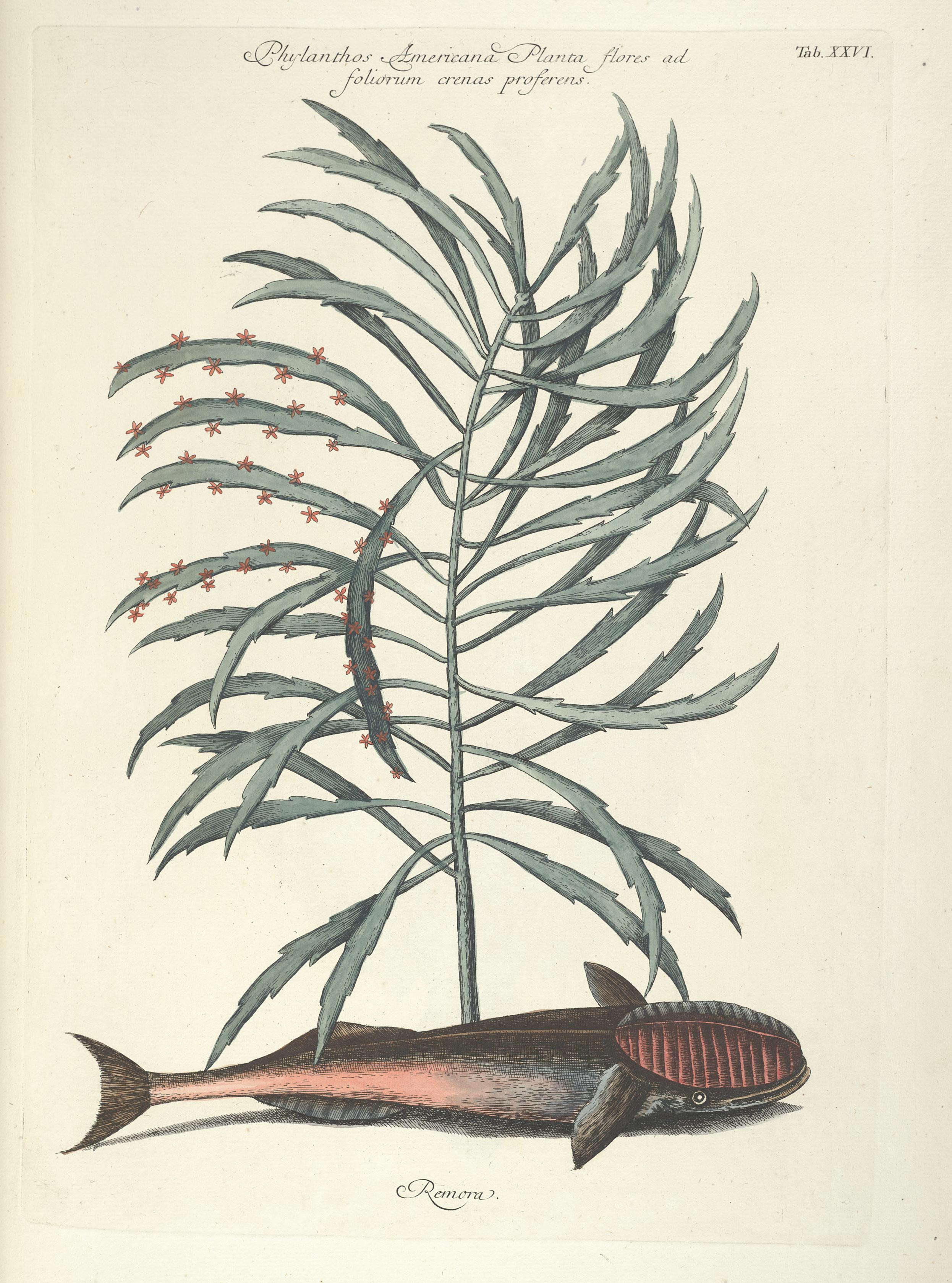
Planche 26
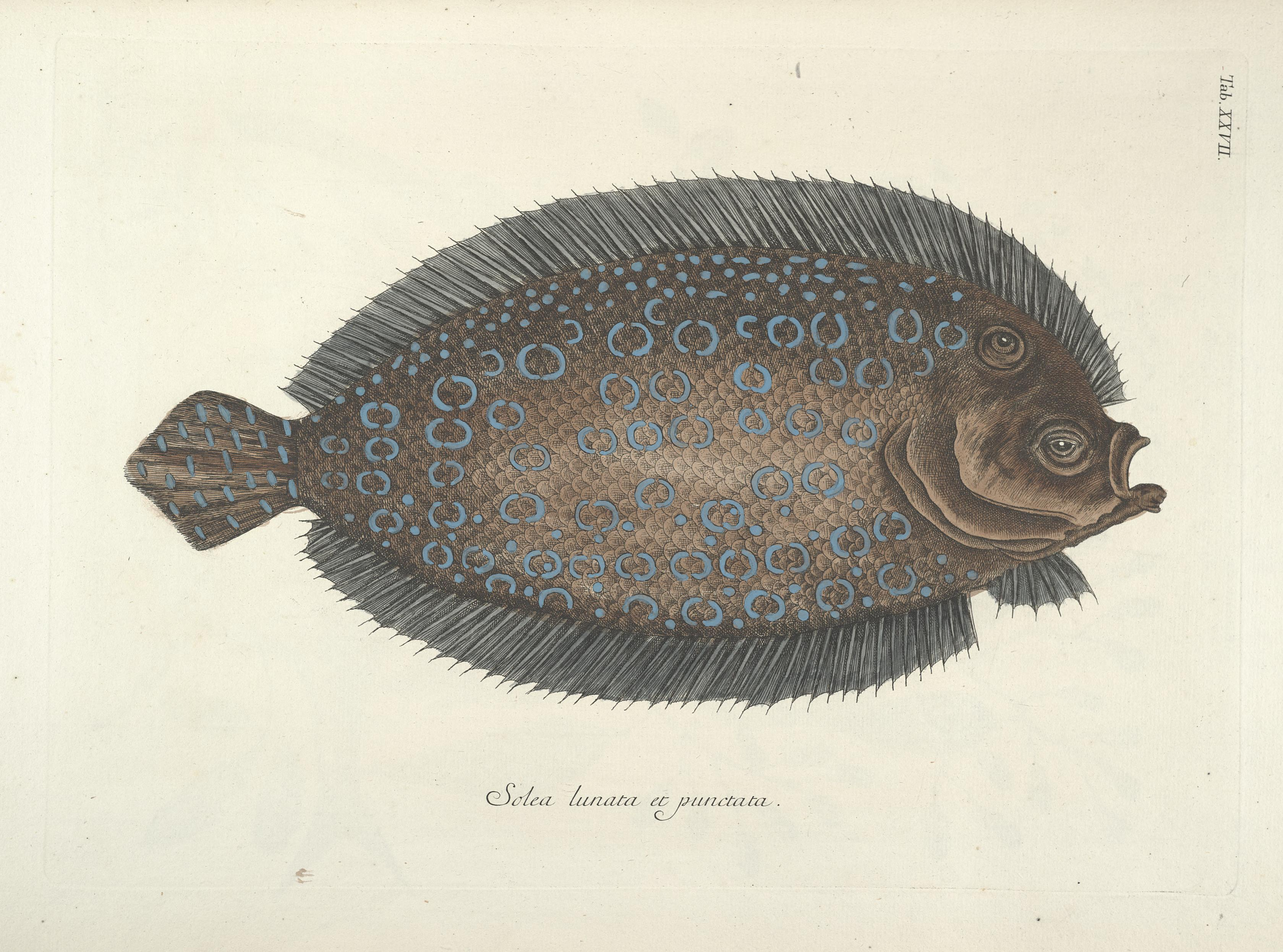
Planche 27
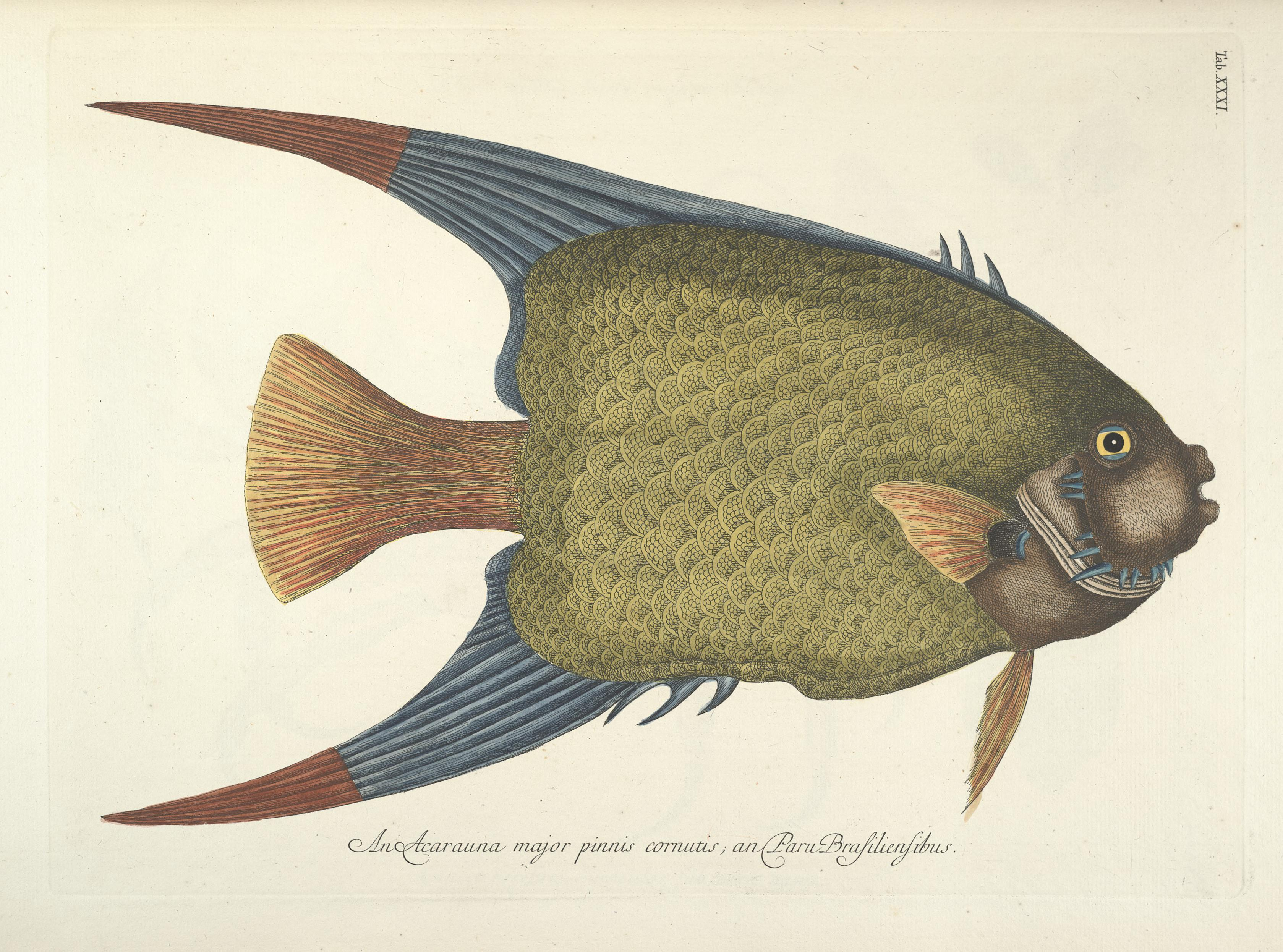
Planche 31
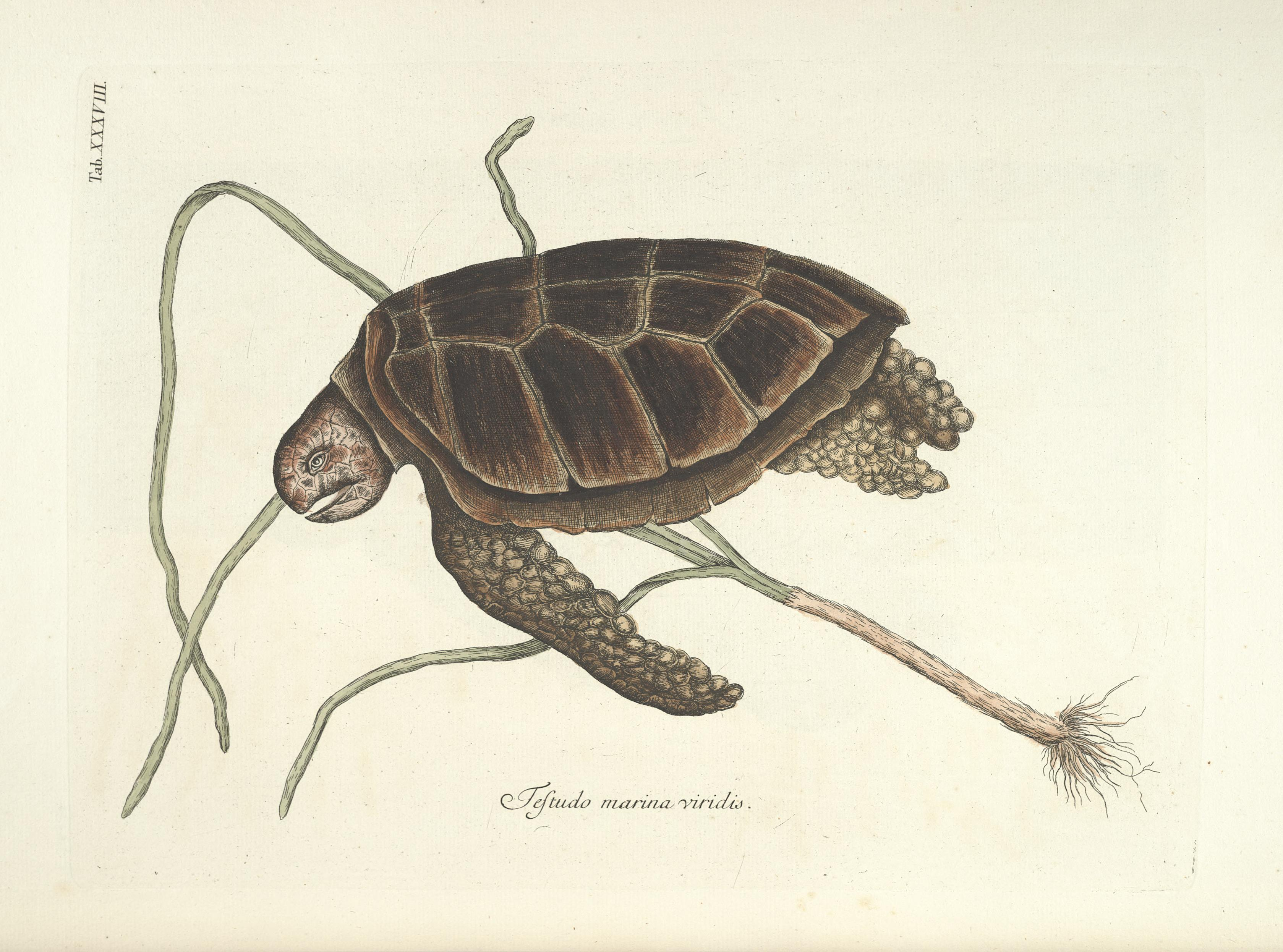
Planche 38
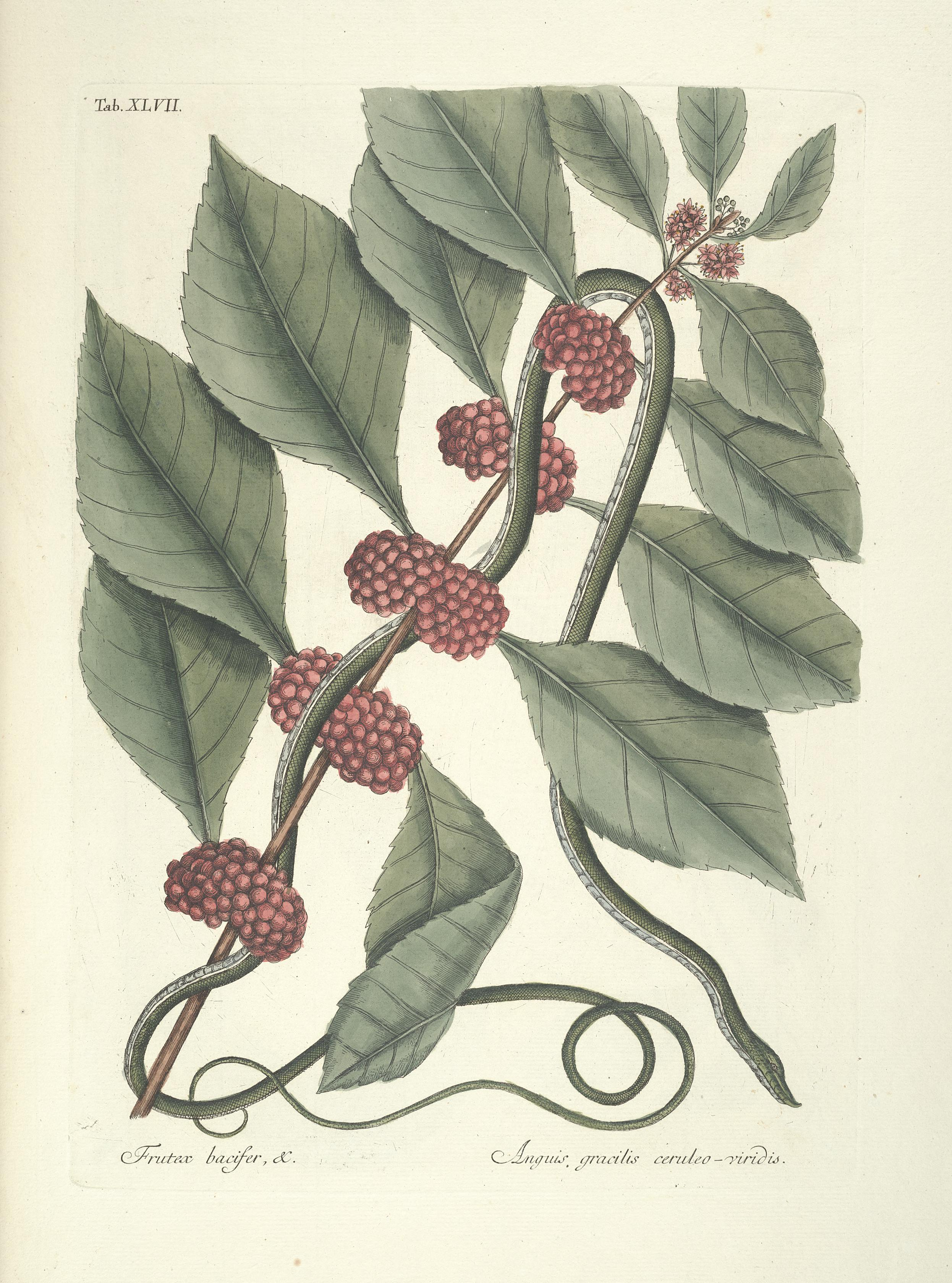
Planche 47
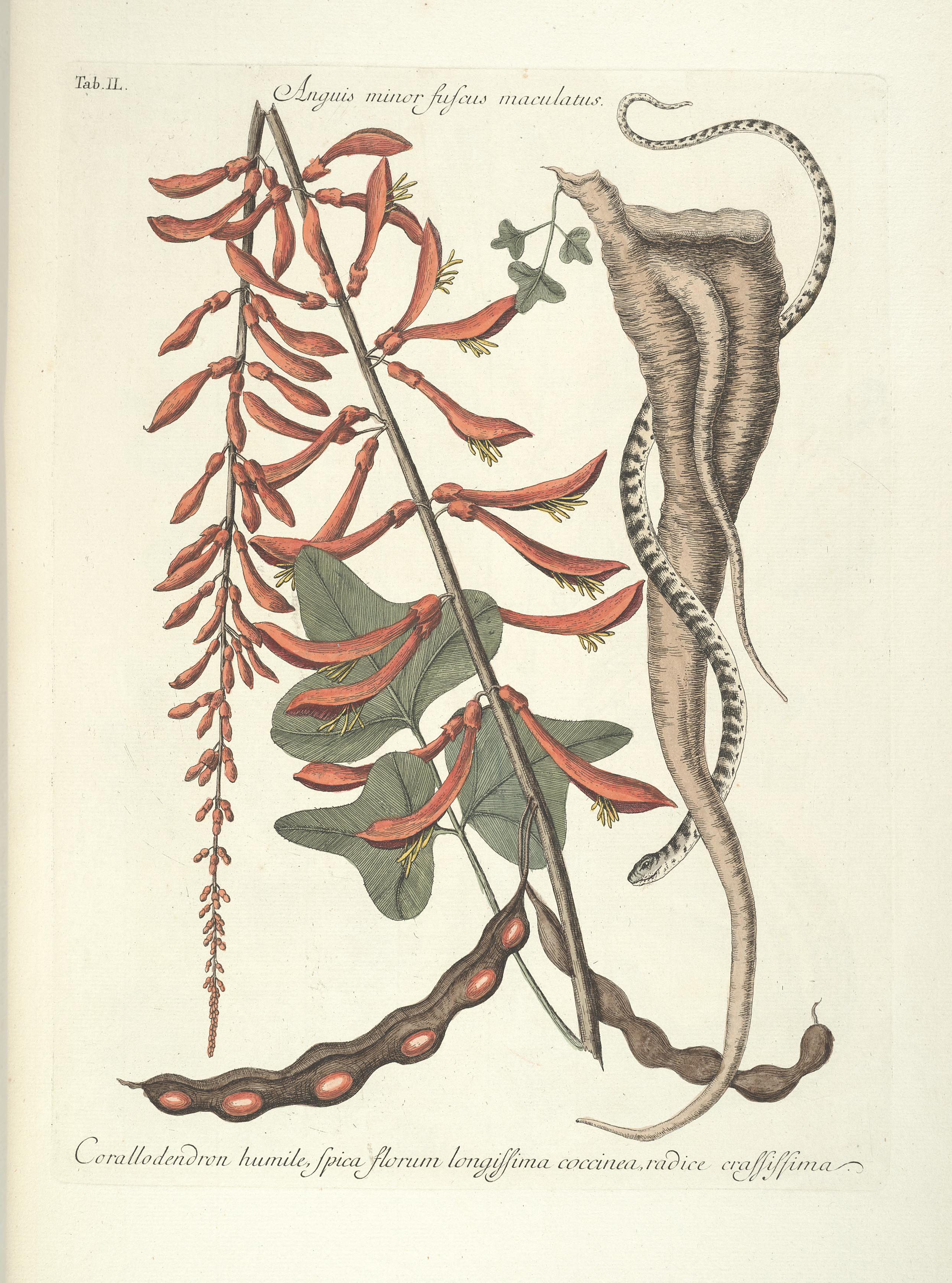
Planche 49
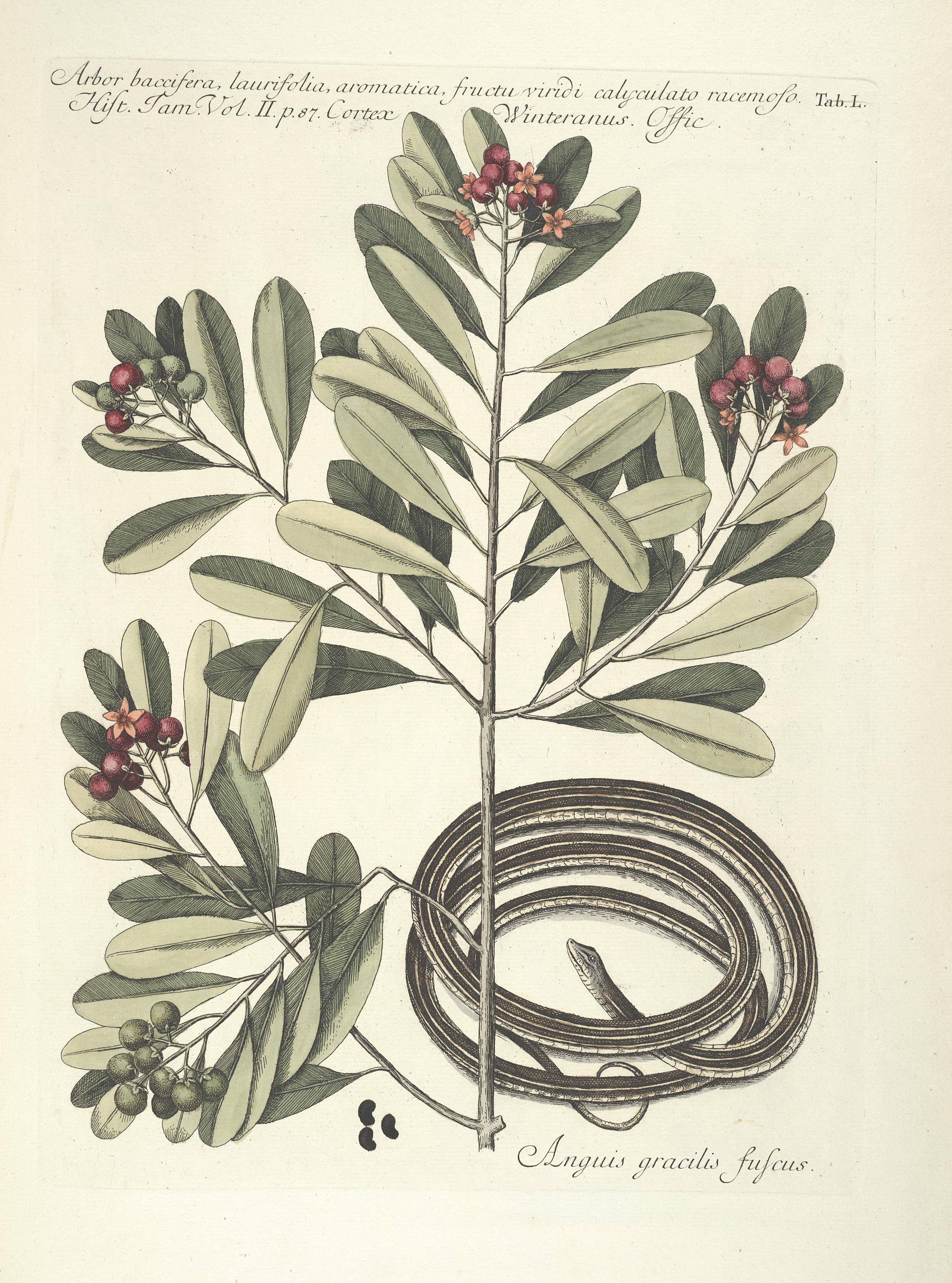
Planche 50
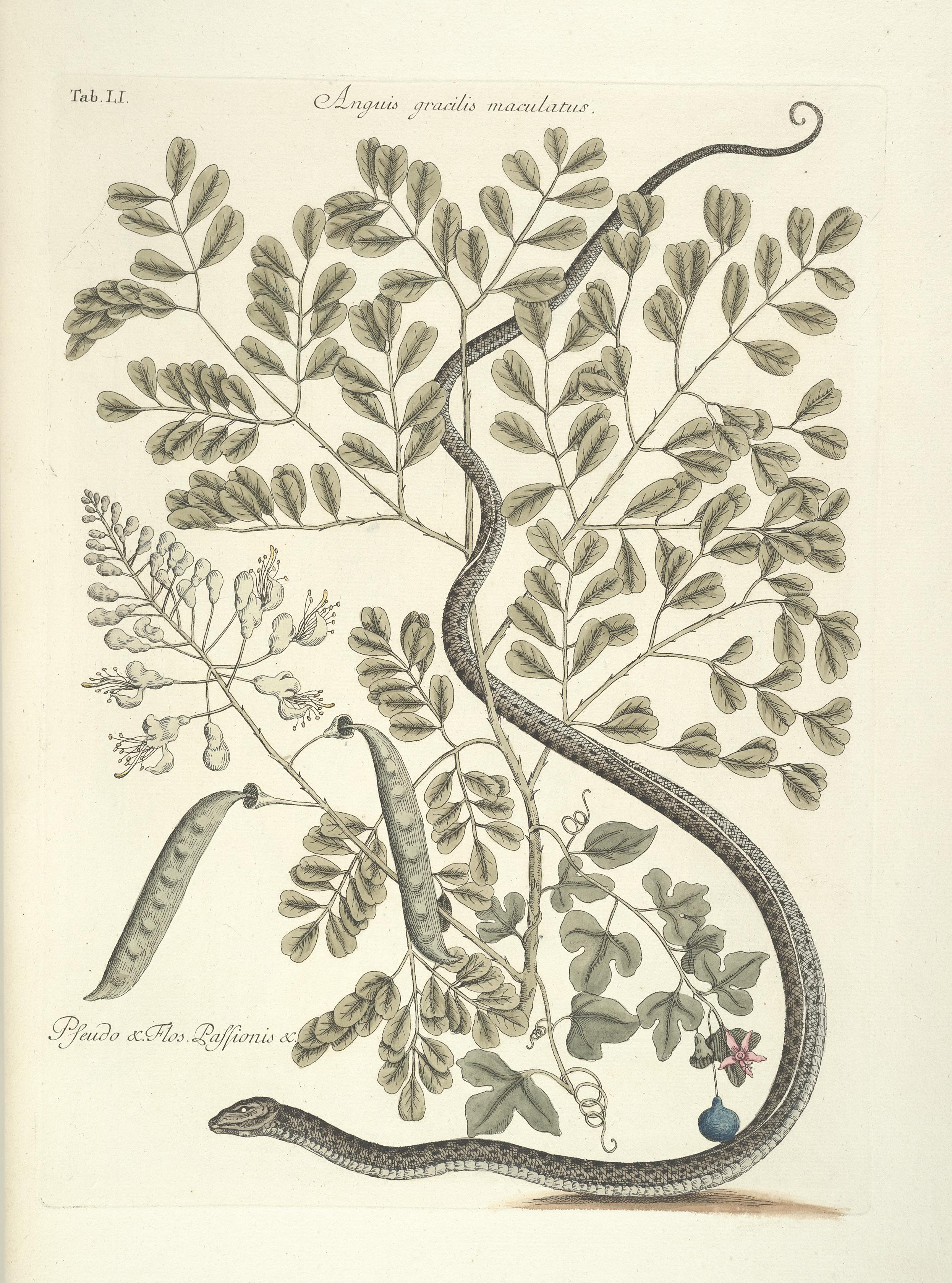
Planche 51
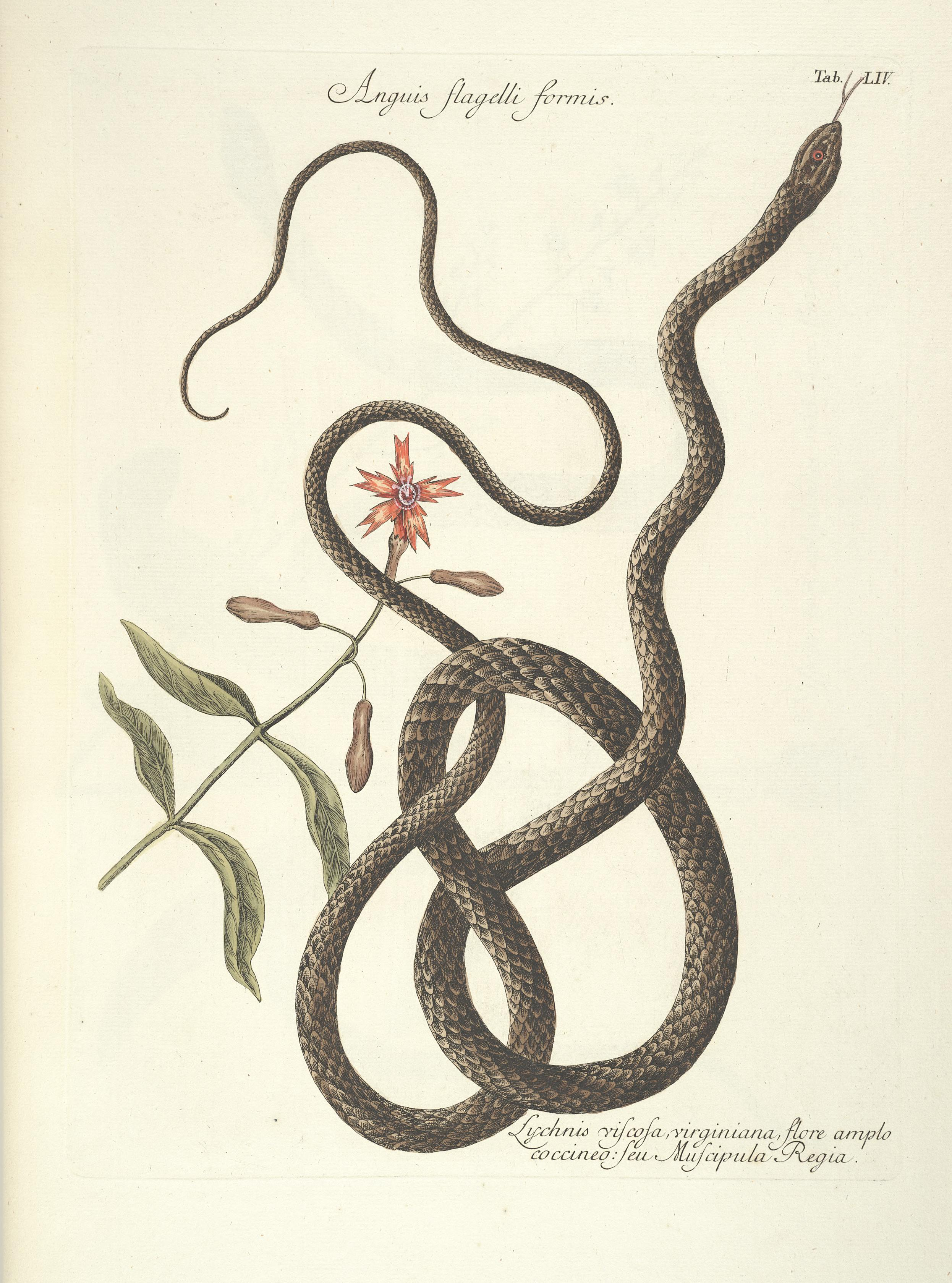
Planche 54
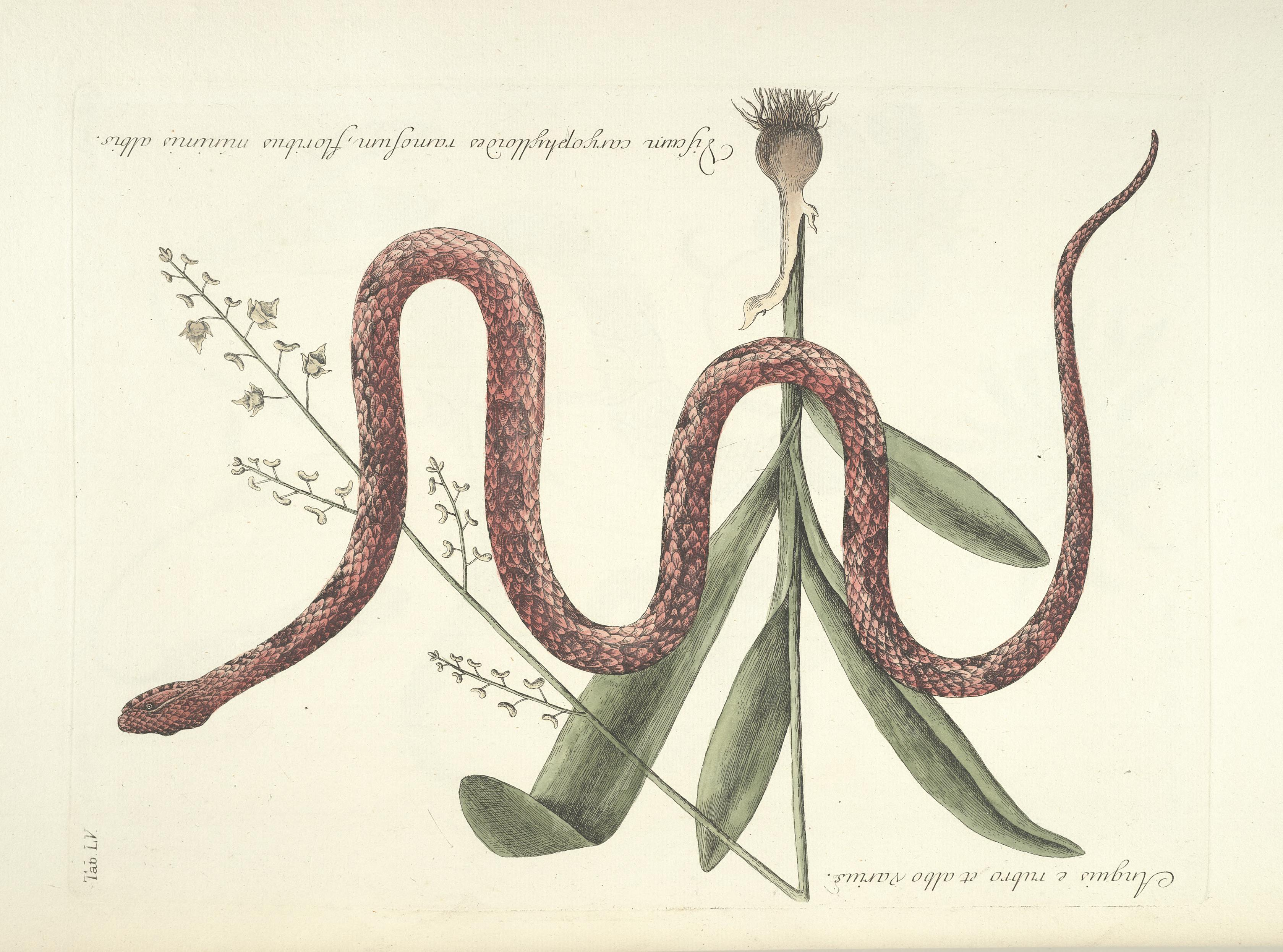
Planche 55
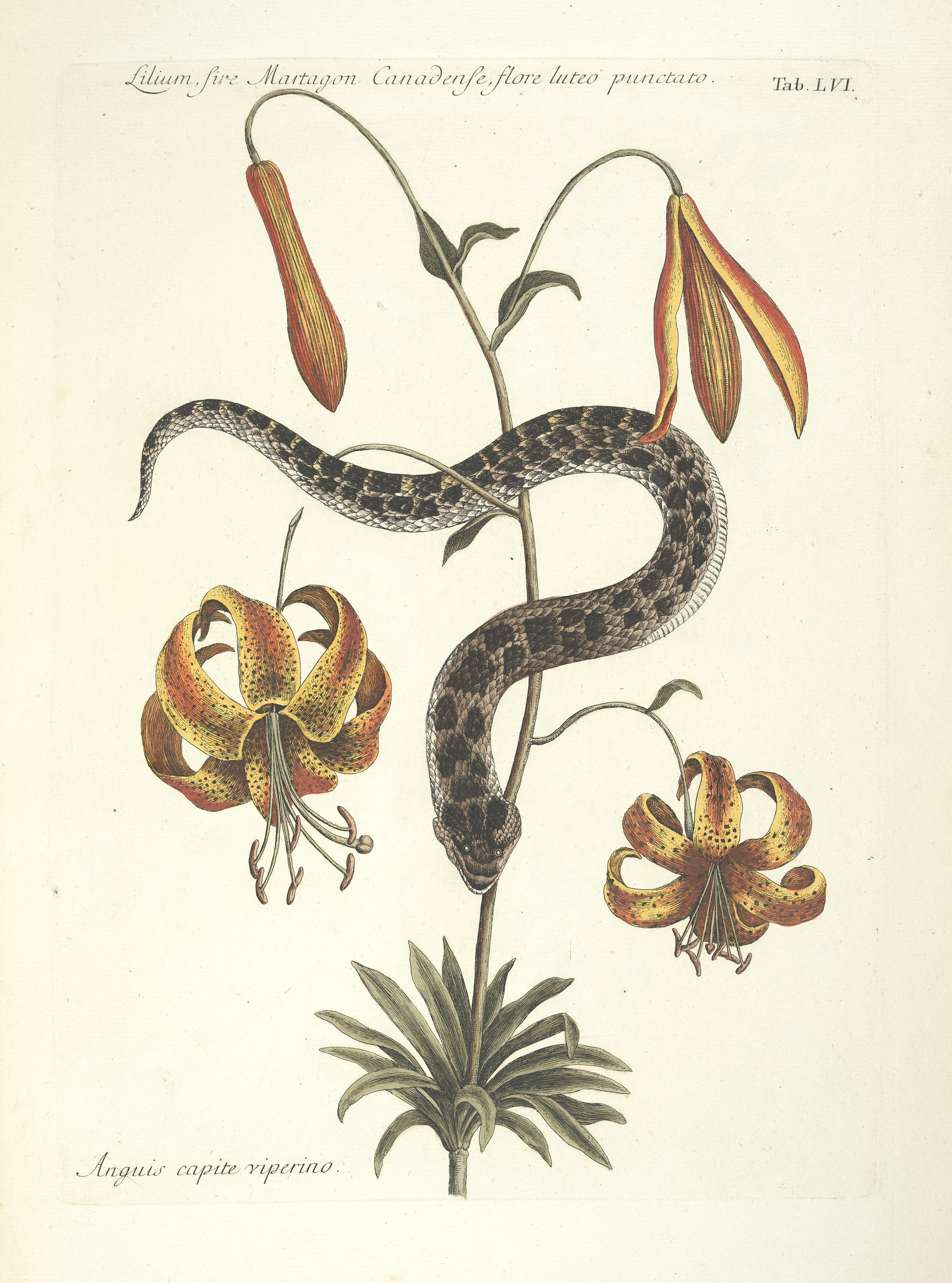
Planche 56
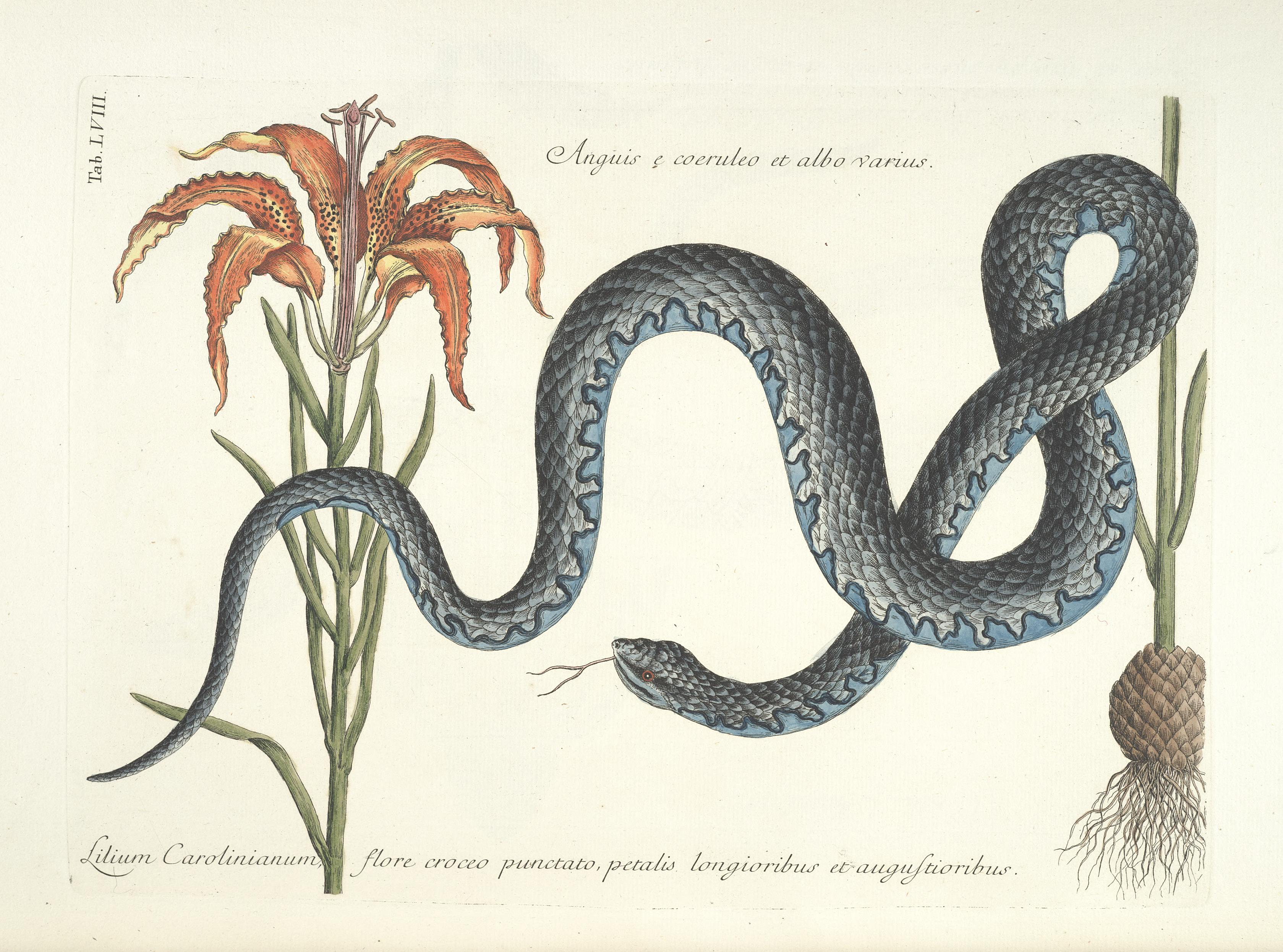
Planche 58
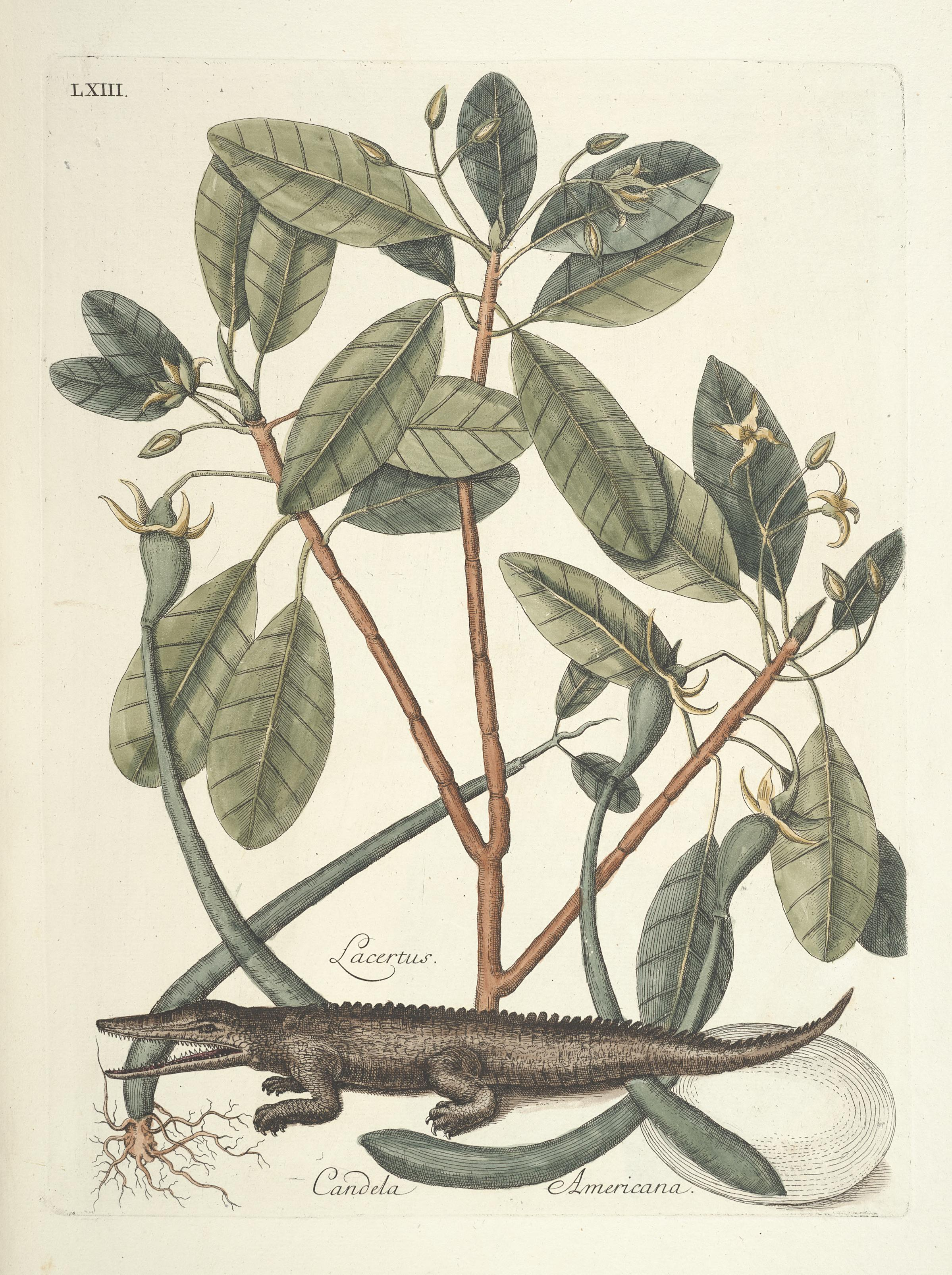
Planche 63
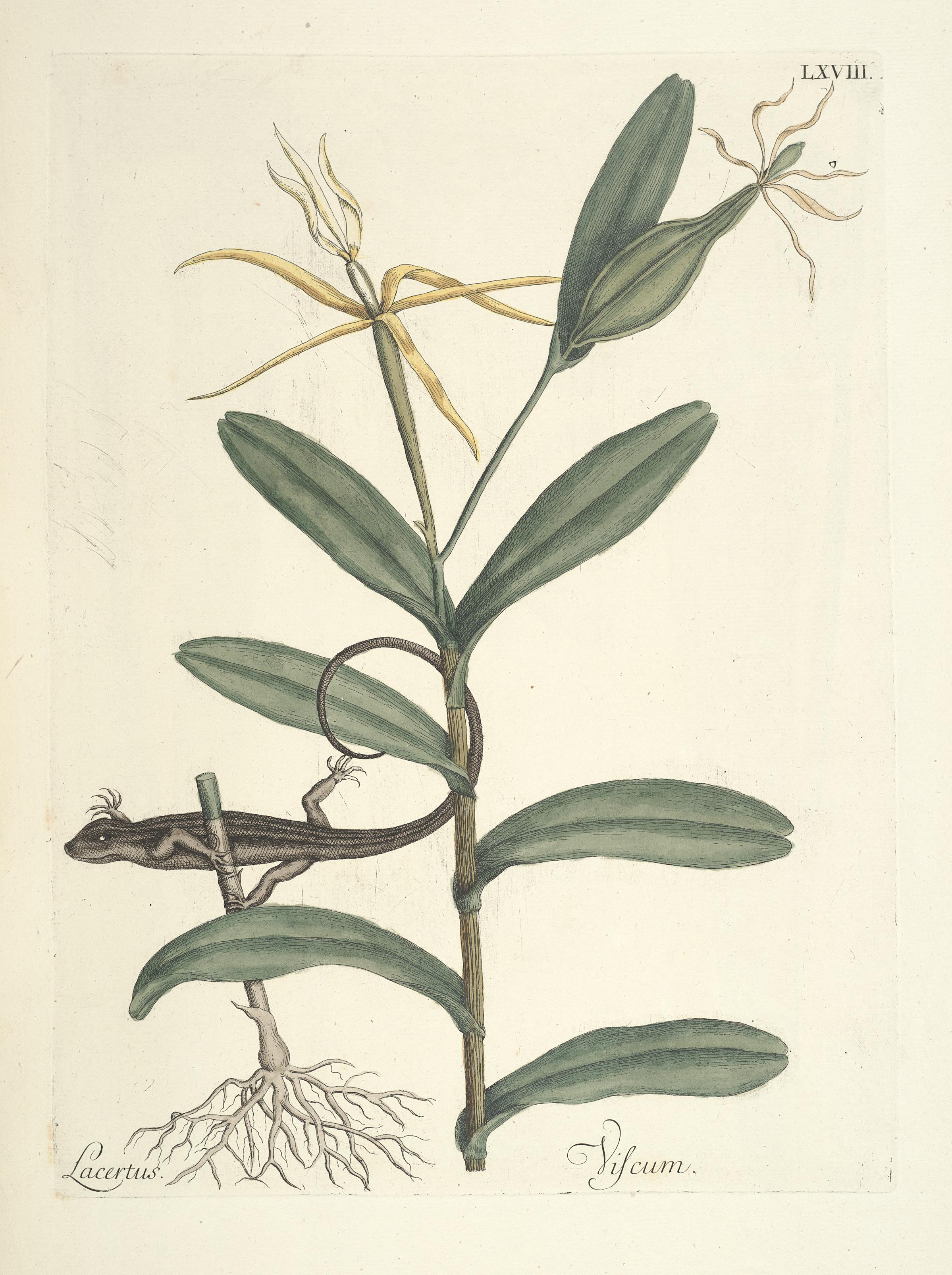
Planche 68

## Conservation

### Musées et collections publiques
- France

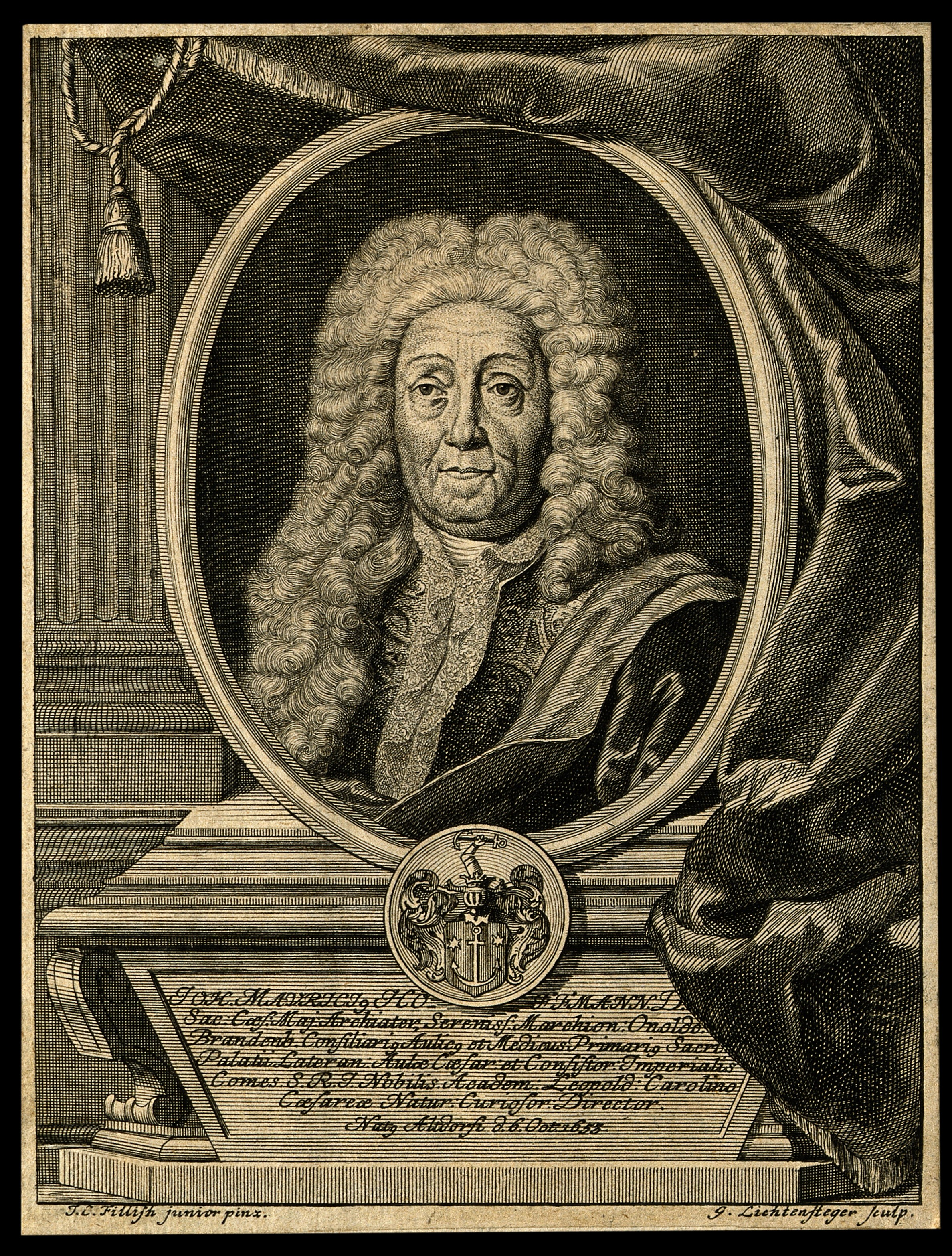
Georg Lichtensteger, Portrait de Jean-Maurice Hoffmann, d'après Johann Christoph Fillisch

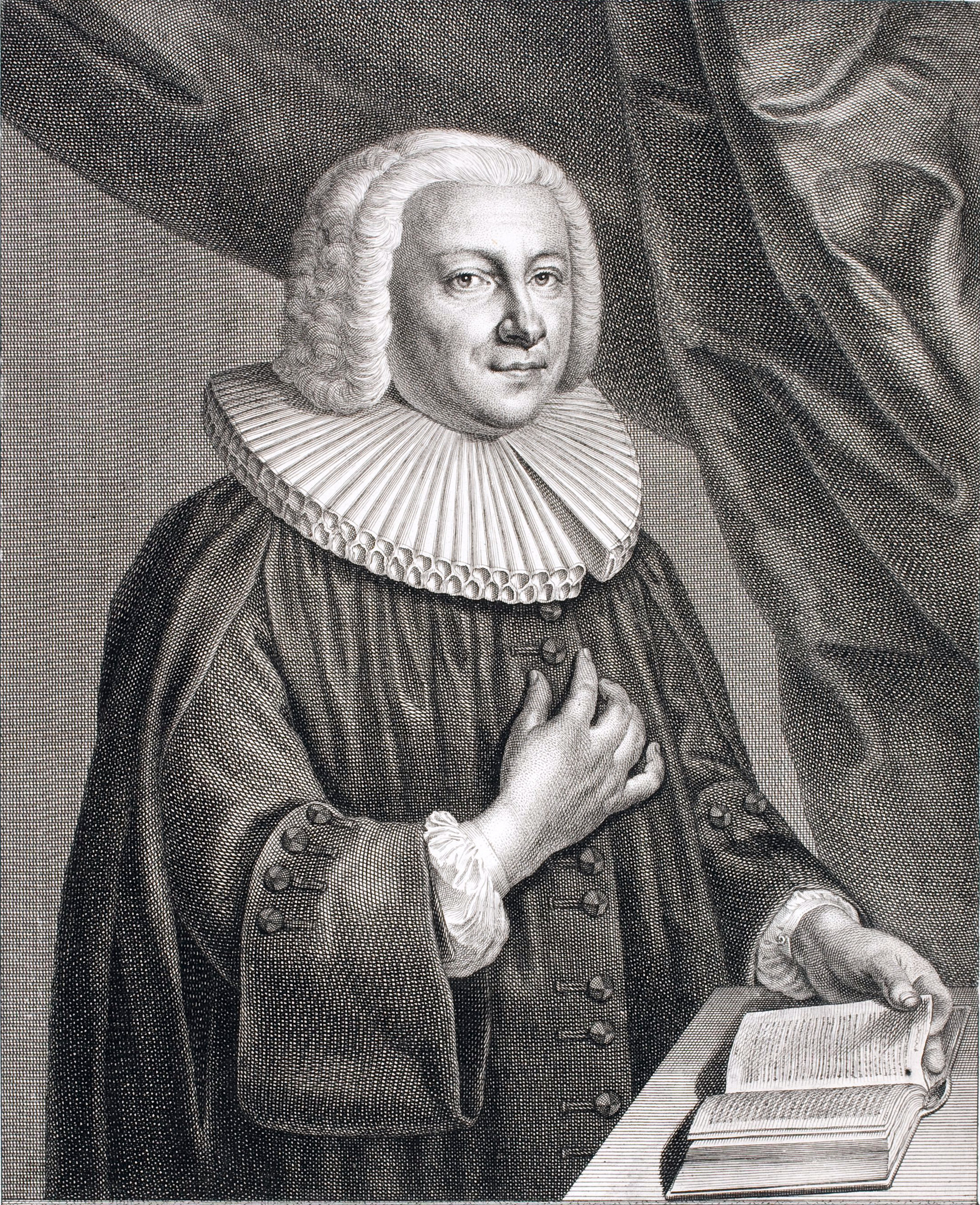
Georg Lichtensteger, Portrait de Christoph Birkmann, d'après Gabriel Müller, 1759

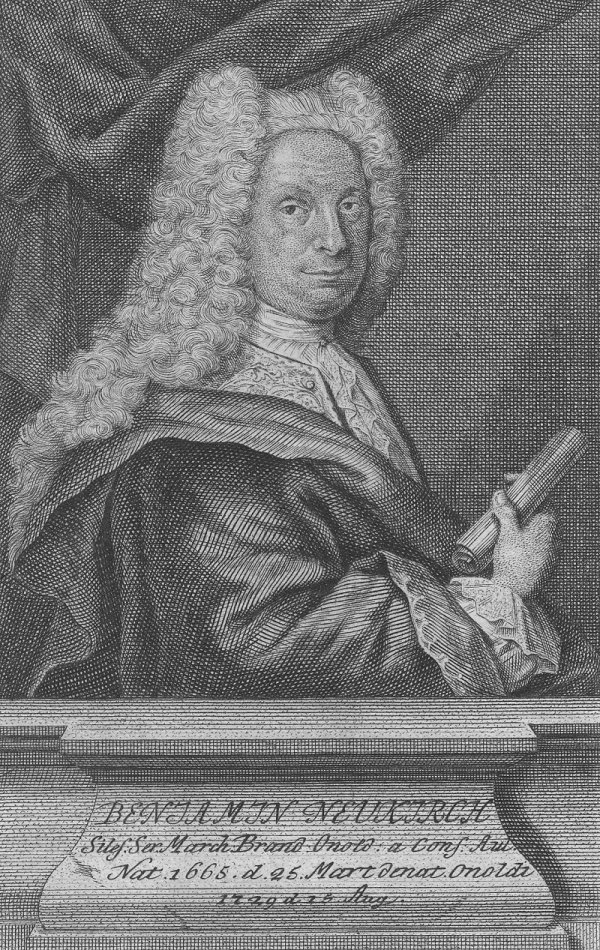
Georg Lichtensteger, Portrait de Benjamin Neukirch, d'après Johann Christian Sperling

  - Bibliothèque municipale de Lyon, Piscium, serpentum, insectorum..., 1750[23].
  - Bibliothèque nationale de France, Paris.
  - Département des arts graphiques du Musée du Louvre, Physique sacrée, ou histoire naturelle de la Bible traduite du latin, de Johann Jakob Scheuchzer[19].
  - Muséum national d'histoire naturelle, Paris, Piscium, serpentum, insectorum..., 1750[24].
  - Château de Versailles, Portrait de Johann Georg Trew, pasteur luthérien  à Nuremberg[2].

- Allemagne
  - Markgrafenmuseum, Ansbach, Tabulæ osteologicæ... de Christoph Jakob Trew.
  - Bibliothèque d'État de Berlin, Tabulæ osteologicæ... de Christoph Jakob Trew.
  - Collections nationales de Dresde, Autoportrait de Christian Benjamin Müller[25].
  - Kunsthalle de Hambourg, Autoportrait de Christian Benjamin Müller[10].
  - Deutsches Buch- und Schriftmuseum (de), Leipzig, Portrait de Johann Michael Teubner, d'après Georg Arend Carstens[5].
  - Musée LWL d'art et de culture (de), Münster, Portrait de Tobias Ehrenfried Gebauer, d'après Zacharias Ziegler[18].
  - Bibliothèque de la ville de Trèves (de), 24 gravures de portraits[3].

- Autriche
  - Bibliothèque nationale autrichienne, Vienne, Portrait de Georg Christian Hüls von Rathsberg, d'après Johann Noah von Bemmel, 1746[4].
  - Palais du Belvédère, Vienne, Résidences mémorables - Salle à manger, d'après Salomon Kleiner, 1734[9].

- Pays-Bas
  - Rijksmuseum, Amsterdam, Portrait de Vert Baltasar Henning, d'après Johann Eberhard Ihle, 1767.
  - Fries Museum, Leeuwarden, 18 gravures[11].

- Pologne
  - Bibliothèque de l'Université de Varsovie, Antiquitates græcæ et romanæ..., de Johann Jakob Schatz, 1757[20].

- Royaume-Uni
  - Fitzwilliam Museum, Cambridge, Autoportrait de Christian Benjamin Müller[26].
  - British Museum, Londres, Portrait de Charles-Alexandre de Brandebourg-Ansbach-Bayreuth à l'âge de sept anbs, d'après Johann Christian Sperling, 1743-1744[17].
  - Musée d'histoire naturelle de Londres, Piscium, serpentum, insectorum..., de Mark Catesby.
  - Victoria and Albert Museum, Londres, Projet de poêle domestique, 1748[12],[13] et quatorze autres gravures d'après Johann Jacob Schübler[27].

- Slovaquie
  - Galerie nationale slovaque, Bratislava, Portrait de Jacob Christopher Stromer, d'après Johann Leonhard Hirschmann[7].

- États-Unis
  - Fogg Art Museum, Cambridge (Massachusetts), Portrait de Carl Friedrich Behaim von Schwarzbach, d'après Johann Eberhard Ihle[8].
  - Minneapolis Institute of Art, frontispice pour Choix de coquillages et de crustacés de Franz Michael Regenfuss, 1758[21].
  - Metropolitan Museum of Art, New York, Die aus der Arithmetic und Geometrie heraus geholten Gründe der menschen Proportion, 1746.
  - Chemical Heritage Foundation, Philadelphie, Argenti excoctio - Schmelts und Lauferung des Silbers (la fonte de l'argent)[1].
  - San Francisco De Young Museum, Portrait de Siegmund Jakob Apinus, d'après Paul Decker[6].

### Collections privées
- Jean-Baptiste Huzard.